# Rainha das Rainhas do Carnaval Paraense
Rainha das Rainhas do Carnaval Paraense ou Rainha das Rainhas, é um evento anual que acontece no início do ano, mais precisamente no carnaval, na cidade de Belém, organizado pelo Grupo Liberal. Tem como participantes uma representante por cada clube participante da capital paraense. Por ano, cerca de 15 clubes participam do concurso. O certame é um dos maiores concursos de beleza do Brasil, vide  Lista de concursos de beleza, e o maior do Norte e Nordeste. Atualmente o título pertence a Lohane Lima, do Clube do Remo.

## História

### 1947: O início
Tendo sua primeira edição em 1947, criado pela família Maranhão então proprietária do jornal "Folha do Norte", na época o mais tradicional do Pará. Os irmãos Maranhão, proprietários do jornal, se reuniram com o jornalista Ossian Brito, decidiram então criar um concurso para ser usado para acalmar a briga política que havia entre os Maranhão e o então governador Zacharias de Assumpção.
O concurso aconteceu pela primeira vez na sede do Clube dos Aliados, tendo como convidado especial o governador do Pará. Na época, a ideia inicial de acalmar a briga política então deu certo: Foram acalmado os ânimos entre os Maranhão e um segmento da classe política. O Jornal "Folha do Norte" fez um grande marketing do evento, que a partir da li, passou a ser realizado anualmente, tendo como coordenador: Ossian Brito, que decidiu então que os jurados seriam pessoas "em trânsito" pela cidade de Belém, para que de forma alguma houvesse influência no resultado final.

### Décadas de 1950 e 1960: Desfiles em carro aberto
Antigamente, as candidatas ao título de Rainha do Carnaval desfilavam em carro aberto pelas ruas de Belém em direção a algum clube social. Ao chegar lá, as candidatas desfilavam de portas fechadas, ficando apenas o júri, apresentador e os dirigentes de clubes que participavam do resultado do concurso. Nessa fase ficaram marcados:
- 1º título do Pará Clube em 1950;
- Assembleia Paraense conquista seu primeiro tricampeonato: 1951-1953;
- Bancrévea conquista o bicampeonato duas vezes seguidas: 1954-1955 e 1957-1958;
- 1º título do Clube do Remo em 1959;
- Automóvel Clube conquistando o bicampeonato: 1961 e 1962;
- Jóquei Clube conquista seu bicampeonato: 1965 e 1966;
- O único título do extinto Círculo Militar: 1969

No ano de 1966 o jornalista Romulo Maiorana, que na época era presidente do Grupo Liberal, adquiriu o jornal Folha do Norte e em 1967 o concurso muda totalmente de comando. O Rainha das Rainhas continuou com a chancela do jornal A Folha do Norte, mas tendo como novo presidente o jornalista Romulo Maiorana.

### Década de 70: A transmissão pela televisão e estreia do Papaya
Em 1971, a candidata Ana Júlia Chermont da Assembleia Paraense surpreendeu se apresentando com uma trilha sonora no concurso, já que desde então, a apresentação ocorria nas ruas de Belém em carro aberto ao som de buzinas. A candidata garantiu o concurso e a ideia chegou aos organizadores do concurso. Aos poucos, o rainhas foi se tornando tradição em Belém e as fantasias foram ficando mais ousadas.
Em 1976, Rômulo Maiorana funda a TV Liberal - Afiliada da Rede Globo, e passou a transmitir o concurso ao vivo em televisão aberta. A partir de então, os paraenses passaram a assistir as apresentações das candidatas nos seus lares, já que aconteciam em salões nobres e de portas fechadas, ficando presentes apenas o júri, o apresentador, repórteres e autoridades.
Em 1979, entra em cena a música Papaya, de autoria do tecladista Lafayette Coelho ("Lafayette e Seu Conjunto. 1976. Vol. 2), música tema que prevalece até hoje no concurso, com exceção de 1998. A escolha da melodia aconteceu através de uma curadoria realizada pelo jornalista Walter Júnior Filho, sob aval de Rômulo Maiorana, uma vez que o concurso não tinha trilha sonora e precisaria de uma melodia para ser tocada nos telejornais quando se falasse do evento. Inicialmente, a canção seria utilizada na edição local do Jornal Hoje, mas foi fixada no concurso, apesar de só tocar oficialmente no evento em 1984, ganhando também várias versões ao longo dos anos. Até 1983, a música tema só tocava apenas no vídeo de apresentação das candidatas, que antecediam o desfile oficial.
Nessa fase se destaca:
- Primeiro título da Tuna Luso Brasileira: 1973;
- O tricampeonato do Clube do Remo, o único na história do clube: 1975-1977;
- O único título do Signo's Clube: 1979

### Década de 80: Popularização
Em 1983, o concurso é realizado pela última vez na sede social da Assembleia Paraense, na Av. Presidente Vargas e também foi a última vez que os desfiles em grupo e a divulgação do resultado final aconteciam de portas fechadas, sendo restrita apenas ao júri, jornalistas, presidente dos clubes e as próprias candidatas.[carece de fontes?]
Em 1984, o concurso passa a ser realizado no Iate Clube do Pará, que tinha uma sede campestre monumental para a época, com amplos salões, camarotes e boxes para lanchas. Os boxes, então, foram transformados em camarins para as fantasias e este novo ambiente propiciou que as vestimentas das candidatas aumentassem de tamanho. A partir desse ano, o concurso passa a ser aberto ao público e em local fechado, o que proporcionou a estreia das torcidas organizadas. Em sua nova fase, as candidatas se apresentavam sem música aos jurados, contendo apenas o barulho das torcidas. Após encerrar as apresentações para o júri, as candidatas desciam para a passarela e desfilavam ao som da música-tema do concurso, Papaya. Ainda no mesmo ano, a coordenação do concurso promoveu, além do desfile das Rainhas, o desfile de três destaques do carnaval do Rio de Janeiro, da Escola de Samba Beija-Flor, na ocasião do término do concurso. A sambista Pinah (que seria homenageada anos mais tarde como tema das fantasias de algumas candidatas), Marlene Paiva e Evandro de Castro Lima desfilaram ao fim daquela edição, após a eleição de Marina Ramos Neves, cujo prêmio recebeu das mãos do ator Tarcísio Meira, especialmente convidado pelo jornalista Rômulo Maiorana para assistir ao concurso.[carece de fontes?]
No ano de 1985, segundo ano do Iate Clube do Pará, algumas candidatas ainda chegaram a sede do desfile de carros abertos, tal como se fazia anos antes, quando o evento se realizava na sede social da Assembleia Paraense. Esta tradição não mais aconteceu a partir de então, deixando de existir no ano seguinte.[carece de fontes?]
Em 1986, o concurso passa a fazer parte do calendário oficial da prefeitura de Belém por conta de seu sucesso.[carece de fontes?] Em 1988, estreia a segunda versão da música Papaya, com tons de brega. O sucesso do concurso era tanto, que várias agremiações sociais passaram a participar dessa edição. Em 1989, a edição é realizada pela última vez no Iate Clube.
Nessa fase se destacam:
- O bicampeonato do Tênis Clube: 1984 e 1985;
- O bicampeonato do Clube de Engenharia: 1987 e 1988

### Década de 90: Período de auge do concurso, nova gestão e maior edição da história (1997)
Em 1990, o concurso é realizado pela primeira vez no novo salão da Assembleia Paraense, da Av. Almirante Barroso e também foi a segunda e última edição a usar a música Papaya em versão brega. Também foi a penúltima edição a usar o voto manual.[carece de fontes?]
Em 91 a votação do júri passou a ser totalmente eletrônica e o concurso volta a ser realizado no Iate Clube, onde ficou até 1999.[carece de fontes?]
Em 92 houve problemas técnicos com o sistema e de última hora a votação precisou voltar a ser manual. Também nessa edição, surge a terceira versão da música Papaya, sendo essa a mais popular do concurso, elaborada pelos músicos Luiz Pardal e Jacinto Kahwage, executada pelo grupo de Luciano Júnior.[carece de fontes?]
Já em 93, o sistema foi totalmente aperfeiçoado e a votação eletrônica voltou a ser implementada. Desde então, as candidatas são julgadas por 3 quesitos: fantasia, beleza e desembaraço.[carece de fontes?]
Em 1996, o Rainha das Rainhas completa 50 anos de existência e tradição, logo, os jornalistas Ossian Brito e Isaac Soares declararam que iriam se afastar da coordenação do concurso. O jornalista Adenirson Lage foi convidado para assumir a coordenação do Rainha das Rainhas juntamente com a professora de dança Clara Pinto, já que Ossian e Isaac se afastariam do evento.
No ano de 1997, o concurso passou por reformulações. O corpo de jurados passou a ser composto por personalidades ligadas ao mundo da moda e do Carnaval e teve como membros Joãosinho Trinta e Antar Rohit. Ainda em 1997, cada Rainha passou a ter sua própria trilha individual de acordo com o tema de sua fantasia e escolhida por ela própria. No desfile para os jurados, as candidatas se apresentavam com suas músicas e, ao descerem para a passarela, desfilavam ao som de "Papaya". Essa edição ficou marcada por ter o maior número de candidatas da história do concurso, ao todo, 29 clubes disputavam o título de rainha do carnaval paraense.
Em 1998, o Rainha das Rainhas do Carnaval promoveu o "Disque Rainha" - Promoção que oferecia prêmios para o clube que tivesse mais ligações do público e também sortearia um carro Gol 0 km para um participante que houvesse ligado para a numeração da sua candidata preferida no período do evento. O custo da ligação era de R$3,95. Foi a única edição a não usar o tema oficial do concurso desde a sua estreia em 1979.
Em 1999, o concurso é realizado pela última vez no Iate Clube.[carece de fontes?]
Nessa fase se destaca:
- A era gloriosa do Clube de Engenharia. Campeão em 1991, 4ª princesa em 1992, 3ª princesa em 1993, bicampeão em 1995 e 1996, duas vezes 1ª princesa em 1997 e 1998 e 2ª princesa em 1999;
- Primeiro título do Clube dos Advogados em 1993, sendo esse o mais polêmico da história do concurso. No mesmo ano, houve a estreia de uma candidata negra, através do Monte Líbano, chamando a atenção do público. Seu sucesso fez com que os Clubes paraenses apostassem em candidatas negras nas próximas edições;[7]
- Primeira Rainha das Rainhas negra: Luciana Athayde, do Monte Líbano em 1994;
- Paysandu Sport Club conquista o título de 3ª princesa em 1998;
- Assembleia Paraense não conquistou nenhum título nessa década;
- Remo ultrapassa a Assembleia Paraense em 1999 com a vitória de Geruzah Souza e se torna o maior detentor de títulos.

### Década de 2000: Fase de ouro e saída da TV Aberta
No ano de 2000 o evento muda novamente de local de realização. A partir de então, o Rainha das Rainhas passou a ser realizado na sede campestre da Assembleia Paraense (Clube que participa do concurso desde a primeira edição e que detém o maior número de títulos). Neste ano, ficou definido que haveria limites de peso e tamanho para as fantasias das candidatas, quais sejam: 2,40 metros de largura por 2 metros de altura a partir da cintura, e 20 quilos de peso para o resplendor.
Em 2004, Taíze da Costa do Clube dos Médicos inova ao trazer a fantasia em duas faces, se tornando um marco na história do concurso. Nessa edição, um fato ficou marcado na história do concurso. A candidata Joseana Vilhena, do CEPE, teve sua fantasia desmontada no meio de sua apresentação aos jurados, além de possuir dificuldades para entrar no palco devido ao peso do resplendor. Por conta dos problemas na apresentação, a candidata decidiu retirar a fantasia, tendo a ajuda do colunista e de um operador de câmera. Após conseguir, a candidata desfilou para o público sem a fantasia, recebendo aplausos de todas as torcidas e até mesmo dos jornalistas e dos jurados.
Em 2006, o concurso vivenciou duas situações polêmicas: A primeira com a candidata Kelly Ferreira da ASBEP, que também teve a fantasia desmontada no meio da sua apresentação, ficando apenas com a parte de cima do resplendor, situação semelhante a de 2004. Por conta do constrangimento, a candidata não desfilou para o público, mesmo assim recebeu aplausos da plateia. O problema foi que a fantasia da candidata acabou sendo a última a chegar na Assembleia Paraense na época. A segunda com Celine de Oliveira, do Grêmio Português, que foi prejudicada com princípio de incêndio na segunda parte da fantasia. Apesar de não ter prejudicado a candidata, a mesma desfilou com tranquilidade, porém houve um desequilíbrio no fim do desfile para a plateia e a candidata caiu no foço dos jornalistas. Felizmente não aconteceu nada grave. A edição acabou sendo bastante criticada pelo excesso de peso nas fantasias.
Em 2007 foi a última vez que o concurso foi realizado na sede campestre da Assembleia Paraense.
Com mais de 60 anos de tradição, atraindo a atenção de todo o país, em 2008 o Rainha das Rainhas do Carnaval inova e mais uma vez muda de local de realização. Desta vez o Hangar - Centro de Convenções e Feiras da Amazônia foi escolhido para sediar o evento, uma vez que tem a melhor estrutura para para sediar um evento deste porte e por ser um dos 5 melhores, maiores e mais modernos centro de convenções do país.
Em 2009, uma fato curioso chamou a atenção do público paraense: Pela primeira vez, desde 1976 (Ano da primeira transmissão ao vivo em televisão aberta do concurso), a TV Liberal não transmite em televisão aberta o concurso, transmite apenas pela ORM Cabo - Canal 23 e Portal ORM (www.orm.com.br). Porém, nada perde o concurso com isso e em uma grande e luxuosa noite de festa, Naiane Alves deu um verdadeiro show para mais de 5.000 pessoas no Hangar e leva o título de Rainha das Rainhas do Carnaval Paraense 2009.
Ficaram marcadas nessa fase:
- O único título do COPM em 2000;
- Assembleia Paraense conquista seu segundo tricampeonato: 2001-2003;
- Assembleia ultrapassa o Remo na quantidade de títulos;
- Paysandu fica três vezes seguidos no TOP 5: 2000, 2001 e 2003;
- O único título do Clube dos Médicos em 2004;
- Assembleia conquista o título de 1ª princesa três vezes seguidas: 2004, 2005 e 2007;
- Último título do Remo em 2005;
- A única vitória do SESC em 2006;
- AABB ganha seu primeiro título em 2007;
- Grêmio Português ganha seu primeiro título em 2009;
- ASALP faz sua 4ª princesa em 2009

### Década de 2010: Modernização, quebra de Jejuns e a volta para a TV Aberta
Prestes a comemorar 65 anos de tradição, o Rainha das Rainhas do Carnaval inova e dessa vez o Rainhas começou até atrações especiais.[carece de fontes?]
Em 2010, quem se apresentou no palco do Rainhas foi a humorista Felizmunda - Comediante Paraense e chamou a atenção do público presente ao Hangar. Nessa edição, a candidata Bruna Pontes, da Assembleia Paraense, teve a fantasia puxada enquanto desfilava para o público. Apesar do incidente, a candidata não se desanimou e terminou seu desfile, levando inclusive o título daquele ano.[carece de fontes?]
Em 2011, foi o ano dos 65 anos do Rainha das Rainhas do Carnaval. Desta vez, a atração ficou com o cantor baiano Ricardo Chaves, que animou o público, e a Escola de Samba Rancho Não Posso Me Amofiná.[carece de fontes?]
Em 2012, o Rainha das Rainhas coroou a candidata Thalita Maués, do Grêmio Literário e Recreativo Português. Novamente a Escola de Samba de Belém Rancho Não Posso me Amofiná animou o público presente ao Hangar.[carece de fontes?]
Em 2013, a Escola de Samba Império Pedreirense animou o público que acompanhava o concurso. O concurso elegeu a candidata Samara Carvalho, da Tuna Luso Brasileira, que arrebatou o título de soberana do carnaval com a fantasia "Encantaria".[carece de fontes?]
Em 2014, em noite de brilho, beleza e luxo, a grande ganhadora do concurso foi a bela Ingrid Paola Gomes de Oliveira, que deu um show com sua beleza e luxuosa fantasia, “Orchidaceae e as serpentes de Bornéu” no palco, representando o clube Grêmio Literário e Recreativo Português. Novamente foi convidada para animar o público a Escola de Samba de Belém Império Pedreirense, que deu um show de samba antes e depois dos desfiles das Rainhas. Nessa edição estreou a quarta versão da música Papaya, adotando tons de samba.
Em 2015, o concurso passa a ser exibido no padrão HD, através do canal 523 da ORM Cabo. Para contagiar os mais de 4.000 telespectadores no Hangar, a escola de samba Quem são eles se apresentou. O corpo dos jurados estava composto por vários famosos como Fafá de Belém e Dr. Rey . E continua a hegemonia dos dois clubes Tuna Luso e Grêmio Literário Português como campeões do concurso.
Em 2016, o evento completa 7 décadas de beleza, fantasia, luxo e tradição. A escola de samba Quem são eles animou a noite de 70 anos e a hegemonia dos clubes lusos brasileiro terminou com a vitória da Rainha do Clube dos Advogados, que quebrou um jejum de 22 anos sem ganhar o título de Rainha das Rainhas. Tereza Haianne deu um show de sensualidade na passarela do Hangar, arrebatando a coroa de soberana do carnaval de 2016.
Em 2017, o Paysandu conquista pela primeira vez o título de Rainha das Rainhas com Clícia de Cássia que deu um show na passarela e também surpreendeu o público com o tema "O Magnífico Big Ben" ao usar os pés como ponteiros do relógio. Nesse ano não teve apresentações especiais.
Em 2018, o concurso foi marcado por várias novidades, entre elas a utilização de elementos surpresas na fantasia, que tiraram o fôlego dos jurados e da plateia presente no Hangar. Alane Lima do Grêmio Literário e Recreativo Português foi coroada rainha do carnaval paraense. Essa edição voltou a ter atrações especiais entre elas a banda Fruta Quente, os cantores classificados do The Voice Kids, Pedro Souza e Mel Chaves, e a revelação paraense Jack Marques.[carece de fontes?]
Em 2019 o concurso volta a passar por mudanças. A partir de então passa a ser organizado pelo Grupo Liberal e ganha uma nova coordenação de dança após 22 anos. Se trata de Ana Unger, que agora vai coordenar o concurso que até então tinha o comando de Clara Pinto. Outra novidade é a volta da transmissão pela TV Liberal após 10 anos de cobertura pelo extinto canal RMTV (hoje Roma News), além da realização do concurso em um sábado pela primeira vez na história do rainhas, já que desde então a grande final ocorria numa sexta feira. Também houve mudanças no corpo de jurados que agora passa a ser composto por 6 personalidades da moda e o quesito desembaraço é substituído pela apresentação cênica. Além disso, foi lançado nesse mesmo ano a nova trilha do concurso que passou a ser mais aperfeiçoada e a passarela muda de formato, ficando em formato de U, facilitando o deslocamento das candidatas. Seguindo a reformulação, o anúncio das cinco mais votadas agora passou a ser na apoteose, que substitui o desfile em grupo em uma forma de agilizar o concurso. A atração musical ficou por conta do grupo de forró The Morô. Nesse ano, Izabelle Pereira do Tênis Clube do Pará é coroada rainha do carnaval quebrando o jejum que o clube mantinha de 29 anos sem ganhar o título. Nessa edição, a candidata Bruna Barreto da ASEEL, acabou não desfilando para o público, devido a uma situação grave: a participante ficou presa logo após a virada em sua apresentação, além de passar mal logo em seguida, ficando imediatamente de fora da apoteose por conta do problema.
Nessa fase se destacam:
- Último título da Assembleia Paraense em 2010;
- Bancrévea quebra um jejum de 52 anos sem vencer em 2011, o mais longo da história do concurso;
- O início da dobradinha luso brasileira entre Tuna e Grêmio. A tuna faturou seu título em 2013 e 2015 e o Grêmio em 2012 e 2014;
- Tuna Luso quebra seu jejum de 40 anos e ganha em 2013, o segundo maior do concurso;
- Clube dos Advogados ganha seu segundo título 23 anos depois em 2016;
- Fase gloriosa do Grêmio Português: 1ª princesa em 2010, Campeão em 2012, 2014 e 2018, 2ª princesa em 2016 e 3ª princesa em 2017;
- O início da fase gloriosa do Paysandu. 3ª princesa em 2013 e 2014, 1ª princesa em 2016 e 2ª princesa em 2019. O clube ganha pela primeira vez em 2017;
- Em 2017, Remo e Clube dos Advogados protagonizaram o primeiro empate na história pelo segundo lugar;
- Clube do Remo não conquistou nenhum título nessa década;
- Tênis Clube quebra seu jejum de 29 anos sem vencer em 2019;
- Assembleia Paraense se manteve como 1ª princesa de 2011 até 2013. Três vezes 2ª princesa em 2014, 2015 e 2018, duas vezes 4ª princesa em 2016 e 2017. Ficou de fora apenas em 2019, fato esse que não ocorria desde 2006. Apesar de só conquistar o título em 2010, o clube manteve sua melhor marca ficando por quase 10 anos consecutivos entre as cinco melhores candidatas;
- Guará Acqua Park surpreendentemente conquistou o título de 1ª princesa em 2019.

### Década de 2020: Evolução, hiato e transmissão em rede estadual
Em 2020, mais novidades para o rainhas. Uma delas é a apresentação da coreografia para o público devido a mudança da posição da mesa do júri. Até então, as candidatas se apresentavam de costas para a torcida presente e só podiam exibir a fantasia para a plateia apenas no desfile para a passarela. As atrações musicais ficaram por conta do grupo Fruta Quente. Duas situações marcaram a edição: a candidata da Tuna Luso Brasileira, Sibelle Oliveira, em sua apresentação para os jurados, se desequilibrou e caiu na frente dos jurados, precisando da ajuda do mestre de cerimônia para se levantar. Mesmo assim, a candidata continuou com sua apresentação, sendo ovacionada pelos jurados e pelo público presente no Hangar. Natiele Lambeira, da ASEEL, acabou passando mal antes de subir ao palco. A rainha que até então abriria as apresentações, passou a encerrá-las. Juliane Moraes, da ASALP foi coroada rainha do carnaval paraense, trazendo o título inédito para o clube.[carece de fontes?]
Em 2021, é anunciado que a edição de número 75, marcada para o dia 6 de fevereiro foi adiada para o dia 18 de fevereiro de 2022 em razão da Pandemia de COVID-19, já que o evento costuma reunir um grande número de pessoas, além das candidatas e suas equipes, incluindo torcidas organizadas. Essa é a primeira vez na história do concurso, que o Rainha das Rainhas não é realizado. Porém, em 25 de novembro de 2021, é anunciado o cancelamento da edição de 2022 devido ao pouco tempo para a confecção das fantasias, além da situação da pandemia em comum acordo com os clubes, sendo a segunda vez que o concurso não acontece. Por fim, foi confirmada a realização da 75ª edição para o ano de 2023, oficializando a data de 11 de fevereiro.
Para a edição de 2023, o concurso novamente teve mudança de coordenação, além de ganhar novidades em seu retorno, após dois anos de hiato. Uma delas é a transmissão para todo o estado do Pará em TV aberta (até então, o concurso não era transmitido para a região do Tapajós), através de uma parceria entre a TV Liberal e a TV Tapajós, uma vez que houve a estreia do Iate Clube de Santarém ao concurso, se tornando o segundo clube do Estado a não pertencer a Região Metropolitana de Belém e a própria capital paraense a participar do certame (uma vez que em 2018, o Cabana Clube participou como convidado), além de uma cobertura alternativa pelo G1. Além de ter estreado, o Iate também levou para casa o título dessa edição, se tornando o primeiro clube fora da RMB a ganhar o concurso.
Para a edição de 2024, o concurso voltou a passar por reformulação, causando mais uma mudança de local. Após 12 anos (excluindo às edições de 2021 e 2022 que não aconteceram), o Rainhas deixa o Hangar e volta a ser realizado na Assembleia Paraense, cuja última edição foi realizada no local em 2007. A mudança faz parte de um projeto que busca resgatar vitórias e origens do certame, fazendo também com que a grande final volte a ser realizada na sexta-feira e o concurso deixa de ser transmitido novamente na TV Liberal depois de seu retorno em 2019 à TV Aberta. Em 24 de setembro de 2024, o Rainha das Rainhas é declarado Patrimônio Cultural e Artístico Imaterial do Pará através do Projeto de Lei nº 102/2024, apresentado pela deputada estadual Ana Cunha (PSDB).
Na edição de 2025, o concurso volta a ser transmitido em televisão aberta pela TV Liberal após a ausência no ano anterior, o que causou grande reclamação do público, além de retornar aos sábados na semana anterior ao carnaval. Chamando a atenção e ficando como terceira princesa no resultado final, o Guará Acqua Park lançou uma candidata transsexual, sendo a primeira vez na história do concurso que mulheres transsexuais participam da disputa.
Nessa década se destacam:
- A primeira vitória da ASALP em 2020;
- Edições canceladas (2021 e 2022);
- Volta do concurso e transmissão para a região do Tapajós e a primeira vitória de um clube fora da Região Metropolitana de Belém (2023);
- Volta do concurso à Assembleia Paraense (2024);
- Lançamento de uma candidata transsexual ao concurso (2025)

## Campeãs do concurso (desde sua primeira edição)
| Ano                               | Candidata                               | Clube                                                               | Tema                                                                 |
| 2025                              | Lohanne Lima                            | Clube do Remo                                                       | "Parvati: a Energia Indiana do Amor"                                 |
| 2024                              | Fernanda Amaro Costa                    | Assembleia Paraense                                                 | "Lígia e o Mundiverso"                                               |
| 2023                              | Monã Rita Vianna de Oliveira            | Iate Clube (Santarém)                                               | "Phayak Nak, a Rainha das Nagas"                                     |
| Em 2021 e 2022 não houve concurso |                                         |                                                                     |                                                                      |
| 2020                              | Juliane Santos Moraes                   | Associação dos Servidores da Assembleia Legislativa do Pará (ASALP) | "Eparrei Iansã de Vermelho ou Rosa é Filha de Oyá"                   |
| 2019                              | Izabelle Pereira da Silva               | Tênis Clube                                                         | "Fréya - A Soberana das Valquírias"                                  |
| 2018                              | Alane Dias Lima                         | Grêmio Literário e Recreativo Português                             | "A Exuberante e Enigmática Charlotte"                                |
| 2017                              | Clícia de Cássia Figueiró Lima Pinheiro | Paysandu                                                            | "O Magnífico Big Ben"                                                |
| 2016                              | Tereza Haianne Souza Araújo             | Clube dos Advogados                                                 | "A Última Dama do Fogo"                                              |
| 2015                              | Dayane Dourado Marcos                   | Tuna Luso Brasileira                                                | "Abracadabra"                                                        |
| 2014                              | Ingrid Paola Gomes de Oliveira          | Grêmio Literário e Recreativo Português                             | “Orchidaceae e as serpentes de Bornéu”                               |
| 2013                              | Samara Carvalho da Costa                | Tuna Luso Brasileira                                                | "Encantaria"                                                         |
| 2012                              | Thalita Maria de Brito Maués            | Grêmio Literário e Recreativo Português                             | "Aracne"                                                             |
| 2011                              | Marta Inez Cardoso Antunes Lima         | Bancrevea                                                           | "Lili - A Melindrosa"                                                |
| 2010                              | Bruna dos Santos Pontes                 | Assembleia Paraense                                                 | "Sherazade"                                                          |
| 2009                              | Naiane Figueiredo Alves                 | Grêmio Literário e Recreativo Português                             | "Tinker Bell - Um Delírio da Disney"                                 |
| 2008                              | Kamilla Ghabrise Salgado Ambrósio       | Assembleia Paraense                                                 | "Uirapuru - O Pássaro da Sorte"                                      |
| 2007                              | Aline Sales dos Reis                    | Associação Atlética Banco do Brasil (AABB)                          | "Do esplendor das festas do Deus Baco ao fascínio da terra do samba" |
| 2006                              | Aniela Santos Kalif                     | Sesc                                                                | "Belém - Abençoada Chuva Vespertina"                                 |
| 2005                              | Paula Nancy Lima Diocesano Guerreiro    | Clube do Remo                                                       | "Tuluperê - A Encantada Cobra Grande"                                |
| 2004                              | Taíze Corrêa da Costa                   | Clube dos Médicos                                                   | "Deusa Tália - Musa inspiradora de artistas e escritores"            |
| 2003                              | Luciana Araújo de Souza Leão            | Assembleia Paraense                                                 | "Ópera de Pequim"                                                    |
| 2002                              | Rafaela Ismael Rezende                  | Assembleia Paraense                                                 | "Bali - Obra-prima dos Deuses"                                       |
| 2001                              | Izabella Lustoza Bentes                 | Assembleia Paraense                                                 | "Kamasutra - A Sedução Indiana"                                      |
| 2000                              | Shirley Rose Salazar de Aaraújo         | COPM (Clube dos Oficiais da Polícia Militar)                        | "Araraúna"                                                           |
| 1999                              | Geruzah da Costa Souza                  | Clube do Remo                                                       | "A Incrível Josephine Baker"                                         |
| 1998                              | Maria Magarete Reis Barbosa             | Clube Monte Líbano                                                  | "Brilho e Luz do Taj Mahal"                                          |
| 1997                              | Renata Maroja Gemaque                   | Pará Clube                                                          | "Minehah - Encanto Amazônico"                                        |
| 1996                              | Carolina Fontes Venturiere              | Clube de Engenharia                                                 | "Acorda Belém - Patrimônio de Fé"                                    |
| 1995                              | Silvana Raquel Salazar de Araújo        | Clube de Engenharia                                                 | "Mitho Amazônica Viagem"                                             |
| 1994                              | Luciana Elke Duarte de Athayde          | Clube Monte Líbano                                                  | "Shiva - A Deusa do Bem e do Mal"                                    |
| 1993                              | Patrícia Fonseca Machado                | Clube dos Advogados                                                 | "Têmis - A Deusa da Justiça"                                         |
| 1992                              | Patrícia Ângela Rizzi                   | CEPE (Clube dos Engenheiros da Petrobrás)                           | "Enigma"                                                             |
| 1991                              | Andréa Marina Lopes Cáceres da Silva    | Clube de Engenharia                                                 | "África I'u Ayê"                                                     |
| 1990                              | Maria Cecília Monteiro de Lima          | Tênis Clube                                                         | "Arican Look"                                                        |
| 1989                              | Valéria Porpino Nunes                   | Clube do Remo                                                       | "Nirvana"                                                            |
| 1988                              | Simone Maria Morgado Ferreira           | Clube de Engenharia                                                 | "Axé"                                                                |
| 1987                              | Gisele Jacob Morgado                    | Clube de Engenharia                                                 | "Anfitrite"                                                          |
| 1986                              | Conceição Maria Pinto de Lima           | Assembleia Paraense                                                 | "Mistério - O Outono das Matas"                                      |
| 1985                              | Izabel Cristina de Arruda Mendonça      | Tênis Clube                                                         | "Tropicália"                                                         |
| 1984                              | Marina Ramos Neves                      | Tênis Clube                                                         | "A Favorita de Montezuma"                                            |
| 1983                              | Renata Cláudia Martins Ferreira         | Assembleia Paraense                                                 | "Nuryahan - Luz do Mundo"                                            |
| 1982                              | Elba Trindade de Araújo                 | Clube do Remo                                                       | "Afrodite - Deusa do Mar e do Amor"                                  |
| 1981                              | Izabel Cristina de Andrade Rodrigues    | Assembleia Paraense                                                 | "Feitiço Indiano"                                                    |
| 1980                              | Vanja Santos Bordalo                    | Pará Clube                                                          | "Exaltação ao Brasil do Carnaval e do Samba"                         |
| 1979                              | Patrícia Pinheiro Coral                 | Signo's Clube                                                       | "Selvagem"                                                           |
| 1978                              | Sheila Maria Chady Pinheiro             | Pará Clube                                                          | "Broadway Star"                                                      |
| 1977                              | Martha Nazaré Santos Corrêa             | Clube do Remo                                                       | "Dançarina do Nepal"                                                 |
| 1976                              | Frida Azulay Guerra                     | Clube do Remo                                                       | "Dançarina da Ilha de Bali"                                          |
| 1975                              | Suely Figueiredo de Castro              | Clube do Remo                                                       | "Espanhola de Madrid"                                                |
| 1974                              | Marluce Revorêdo Silva                  | Jóquei Clube                                                        |                                                                      |
| 1973                              | Sandra Gil Padrão Massoud               | Tuna Luso Brasileira                                                | "My Fair Lady"                                                       |
| 1972                              | Eliane de Souza                         | Clube do Remo                                                       | "Vaidade Oriental"                                                   |
| 1971                              | Ana Júlia Brito Chermont                | Assembleia Paraense                                                 | "Dançarina Oriental"                                                 |
| 1970                              | Flora Maria Cardoso                     | Pará Clube                                                          | "Chamian - Escrava de Cleópatra"                                     |
| 1969                              | Maria Regina Reis Souza                 | Círculo Militar                                                     |                                                                      |
| 1968                              | Celina Amorim                           | Pará Clube                                                          | "Nefertite - Rainha do Egito"                                        |
| 1967                              | Lúcia Maria Lobão da Silva              | Clube do Remo                                                       | "A Favorita do Faraó"                                                |
| 1966                              | Ceres Platon                            | Jóquei Clube                                                        | "Rainha da Tailândia"                                                |
| 1965                              | Fátima Maria Lobão da Silva             | Jóquei Clube                                                        | "Cleópatra"                                                          |
| 1964                              | Sue Ann Stegmann                        | Clube do Remo                                                       | "Constelação"                                                        |
| 1963                              | Cila Kabacznik                          | Automóvel Clube                                                     | "Rainha da Galiléia"                                                 |
| 1962                              | Maria Nilda Rodrigues Medeiros          | Automóvel Clube                                                     | "Rainha do Nepal"                                                    |
| 1961                              | Maria José Pereira                      | Clube do Remo                                                       | "Autêntico Faisão Imperial"                                          |
| 1960                              | Marília Matos Winkler                   | Assembleia Paraense                                                 | "Tentação"                                                           |
| 1959                              | Edna Azevedo de Azevedo                 | Clube do Remo                                                       | "Mademoiselle Frou-Frou"                                             |
| 1958                              | Léa Fiúza de Mello Mizzerani            | Bancrévea                                                           | "Deusa do Mar Vermelho"                                              |
| 1957                              | Tereza Cristina Lima                    | Bancrévea                                                           | "Lila Bella Aqcua"                                                   |
| 1956                              | Cléa Camié Chady                        | Assembleia Paraense                                                 | "Águia de Marte"                                                     |
| 1955                              | Marly Braga Rodrigues                   | Bancrévea                                                           | "Caucasiana"                                                         |
| 1954                              | Silvia Mutran                           | Bancrévea                                                           |                                                                      |
| 1953                              | Maria de Nazaré Martins                 | Assembleia Paraense                                                 |                                                                      |
| 1952                              | Ieda Guimarães                          | Assembleia Paraense                                                 |                                                                      |
| 1951                              | Maria Lúcia Veiga Chaves                | Assembleia Paraense                                                 | "Touradas em Madrid"                                                 |
| 1950                              | Terezinha Andrade                       | Pará Clube                                                          |                                                                      |
| 1949                              | Brigitte Riabisch Teixeira              | Clube dos Aliados                                                   | "Rainha de Bagdá"                                                    |
| 1948                              | Maria Lúcia Chaves Braga                | Assembleia Paraense                                                 |                                                                      |
| 1947                              | Odete Chaves Braga                      | Clube dos Aliados                                                   | "Laveski"                                                            |

### Títulos por Clubes
| Títulos | Clube                                                               | Vitórias                                                                                       |
| 16      | Assembleia Paraense                                                 | 1948, 1951, 1952, 1953, 1956, 1960, 1971, 1981, 1983, 1986, 2001, 2002, 2003, 2008, 2010, 2024 |
| 13      | Clube do Remo                                                       | 1959, 1961, 1964, 1967, 1972, 1975, 1976, 1977, 1982, 1989, 1999, 2005, 2025                   |
| 6       | Pará Clube                                                          | 1950, 1968, 1970, 1978, 1980, 1997                                                             |
| 5       | Bancrévea                                                           | 1954, 1955, 1957, 1958, 2011                                                                   |
| 5       | Clube de Engenharia                                                 | 1987, 1988, 1991, 1995, 1996                                                                   |
| 4       | Tênis Clube                                                         | 1984, 1985, 1990, 2019                                                                         |
| 4       | Grêmio Literário e Recreativo Português                             | 2009, 2012, 2014, 2018                                                                         |
| 3       | Tuna Luso Brasileira                                                | 1973, 2013, 2015                                                                               |
| 3       | Jóquei Clube                                                        | 1965, 1966, 1974                                                                               |
| 2       | Clube dos Advogados                                                 | 1993, 2016                                                                                     |
| 2       | Monte Líbano                                                        | 1994, 1998                                                                                     |
| 2       | Automóvel Clube                                                     | 1962, 1963                                                                                     |
| 2       | Clube dos Aliados                                                   | 1947, 1949                                                                                     |
| 1       | Iate Clube (Santarém)                                               | 2023                                                                                           |
| 1       | Associação dos Servidores da Assembleia Legislativa do Pará (ASALP) | 2020                                                                                           |
| 1       | Paysandu                                                            | 2017                                                                                           |
| 1       | Associação Atlética Banco do Brasil (AABB)                          | 2007                                                                                           |
| 1       | SESC                                                                | 2006                                                                                           |
| 1       | Clube dos Médicos                                                   | 2004                                                                                           |
| 1       | COPM (Clube dos Oficiais da Polícia Militar)                        | 2000                                                                                           |
| 1       | CEPE (Clube dos Empregados da Petrobrás)                            | 1992                                                                                           |
| 1       | Signo's Clube                                                       | 1979                                                                                           |
| 1       | Círculo Militar                                                     | 1969                                                                                           |

### Campeões Consecutivos

#### Tricampeonatos
- Assembleia Paraense: 2 Vezes (1951-1952-1953; 2001-2002-2003)
- Remo: 1 vez (1975-1976-1977)

#### Bicampeonatos
- Bancrévea: 2 vezes (1954-1955; 1957-1958)
- Clube de Engenharia: 2 vezes (1987-1988; 1995-1996)
- Tênis Clube: 1 vez (1984-1985)
- Jóquei Clube: 1 vez (1965-1966)
- Automóvel Clube: 1 vez (1962-1963)

### Ranking
- Abaixo estão a quantidade de classificações dos clubes:

| P   | Clube                                   | Rainha das Rainhas | 1ªP | 2ªP | 3ªP | 4ªP | T  |
| 1º  | Assembleia Paraense                     | 16                 | 9   | 6   | 4   | 4   | 39 |
| 2º  | Clube do Remo                           | 13                 | 3   | 4   | 1   | 1   | 22 |
| 3º  | Pará Clube                              | 6                  | 2   | 3   | 2   | 4   | 17 |
| 4º  | Clube de Engenharia                     | 5                  | 5   | 2   | 2   | 4   | 18 |
| 5º  | Bancrévea                               | 5                  | 1   | 1   | 5   | 1   | 13 |
| 6°  | Tênis Clube                             | 4                  | 3   | 2   | 1   | 2   | 12 |
| 7°  | Grêmio Literário e Recreativo Português | 4                  | 2   | 1   | 3   | 1   | 11 |
| 8º  | Tuna Luso Brasileira                    | 3                  | 1   | 1   | 1   | 2   | 8  |
| 9º  | Jóquei Clube                            | 3                  |     |     |     |     | 3  |
| 10º | Monte Líbano                            | 2                  | 1   |     | 1   | 1   | 5  |
| 11º | Clube dos Advogados                     | 2                  | 1   |     |     | 1   | 4  |
| 12º | Automóvel Clube                         | 2                  |     |     |     |     | 2  |
| 12º | Clube dos Aliados                       | 2                  |     |     |     |     | 2  |
| 13º | COPM                                    | 1                  | 2   | 2   | 1   | 2   | 8  |
| 14º | Paysandu                                | 1                  | 1   | 2   | 5   | 2   | 11 |
| 15º | AABB                                    | 1                  | 1   | 2   | 3   |     | 7  |
| 16º | Signo's Clube                           | 1                  | 1   |     |     | 2   | 4  |
| 17º | Círculo Militar                         | 1                  |     | 2   | 1   |     | 4  |
| 18º | Clube dos Médicos                       | 1                  |     | 1   | 1   | 1   | 4  |
| 19º | ADESPE / CEPE                           | 1                  |     |     | 1   | 1   | 3  |
| 20º | ASALP                                   | 1                  |     |     |     | 1   | 2  |
| 21° | Iate Clube (Santarém)                   | 1                  |     |     |     |     | 1  |
| 21° | SESC                                    | 1                  |     |     |     |     | 1  |
| 22º | Caixaparah                              |                    | 3   | 2   | 3   | 2   | 10 |
| 23º | Cassazum                                |                    | 2   | 1   | 2   | 1   | 6  |
| 24º | Pinheirense                             |                    | 1   | 2   | 1   | 3   | 7  |
| 25º | Guará Acqua Park                        |                    | 1   | 1   | 1   | 1   | 4  |
| 26º | ASBEP                                   |                    | 1   | 1   | 1   |     | 3  |
| 27° | ASDECELPA                               |                    | 1   |     |     | 1   | 2  |
| 27° | Iate Clube (Belém)                      |                    | 1   |     |     | 1   | 2  |
| 27° | T-1                                     |                    | 1   |     |     | 1   | 2  |
| 28º | CASOTA                                  |                    | 1   |     |     |     | 1  |
| 29º | AAAM                                    |                    |     | 2   |     | 2   | 4  |
| 30º | AEAPA                                   |                    |     | 1   |     | 1   | 2  |
| 30º | COCB                                    |                    |     | 1   |     | 1   | 2  |
| 31° | CSSA / ASSUBSAR                         |                    |     |     | 2   |     | 2  |
| 32º | TELECLUBE                               |                    |     |     |     | 1   | 1  |
| 33° | ACLEP                                   |                    |     |     |     |     |    |
| 33° | ASEEL                                   |                    |     |     |     |     |    |
| 33° | ASSINDELPA                              |                    |     |     |     |     |    |
| 33° | ASTECEMP                                |                    |     |     |     |     |    |
| 33° | ASTRA                                   |                    |     |     |     |     |    |
| 33° | Araçagy Praia Clube                     |                    |     |     |     |     |    |
| 33° | Bragantino Clube do Pará                |                    |     |     |     |     |    |
| 33° | Cabana Clube                            |                    |     |     |     |     |    |
| 33° | Clube dos Dentistas                     |                    |     |     |     |     |    |
| 33° | Country Clube Hípico                    |                    |     |     |     |     |    |
| 33° | Grêmio Azul e Branco                    |                    |     |     |     |     |    |
| 33° | Park Clube Vivarah                      |                    |     |     |     |     |    |

OBS: Falta registro das classificações das princesas entre 1947 a 1975 , 1977 a 1982.

## Locais do concurso
De acordo com os acervos do concurso no YouTube.
- Clube dos aliados: 1947 - ???
- Paysandu: 1973
- Tuna Luso Brasileira: 1974
- Pará Clube: 1975; 1980
- Assembleia Paraense: 1976 - 1979; 1981; 1990; 2000 - 2007; 2024
- Iate Clube: 1984 - 1989; 1991 - 1999
- Hangar: 2008 - 2023

## Apresentadores e Comentaristas
Conforme os acervos publicados pelas redes sociais. Os comentaristas começaram a participar das transmissões da TV Liberal a partir de 1988, inicialmente nos estúdios da emissora. Em 1995, a participação passou a ser no mesmo local do concurso, como ocorre até os dias atuais. As primeiras interações começaram em 1998 com o disque rainha, em 2006 com as mensagens enviadas por email e em seguida no twitter.
| Edição          | Apresentadores                          | Comentaristas |
| --------------- | --------------------------------------- | --- |
| 1976-1983       | Pierre Beltrand                         | Não houve |
| 1985-1987       | Pierre Beltrand e Linomar Bahia         | Não houve |
| 1988-1991; 1993 | Vic Pires Franco e Valéria Pires Franco | Zaire Filho, Dr. Jorge Reis, Fátima Souza e Carlena Chaves (1990); Não houve comentaristas em 1991; Paulo Chaves e Neder Charone (1993) |
| 1992            | Vic Pires Franco                        | Maurício D'orsi, Cláudio Rêgo e Neder Charone |
| 1994            | Ney Messias e Valéria Pires Franco      | Eduardo Vieira e Mário Belém |
| 1995            | Paulo Brasil e Valéria Pires Franco     | Ney Messias, Mário Belém e Marlia Hermes |
| 1996-1997       | Marza Mendonça e Marisa Ferrari         | Ney Messias, Gilda Medeiros e Miguel Santa Brígida |
| 1998-2001       | Ismaelino Pinto e Marisa Ferrari        | Ney Messias, Cláudio Rêgo e Vera Torres (1998); Ney Messias, Ana Unger e Miguel Santa Brígida (1999-2000); Ney Messias, Ana Unger e Maurício Quintairos (2001); |
| 2002-2008       | Ismaelino Pinto e Layse Santos          | Ney Messias, Ana Unger e Miguel Santa Brígida (2002); Ronaldo Pena, Ana Unger e Cláudio Rêgo (2003-2004); Ronaldo Pena, Ana Unger e Dilú Fiúsa de Melo (2005-2006); Ronaldo Pena, Ana Unger e Cristina Franco (2007-2008)                                                                          |
| 2009-2010       | Ismaelino Pinto e Kátia Corrêa          | Layse Santos, Ana Unger e Ney Messias (2009); Layse Santos, Ana Unger e Cleide Pinheiro (2010) |
| 2011-2016       | Kátia Corrêa e Marquinho Pinheiro       | Layse Santos, Ana Unger e Kamilla Salgado (2011); Layse Santos, Ana Unger e Bruna Pontes (2012); Amanda Pereira, Miguel Santa Brígida e Ana Unger (2013); Ana Unger e Thalita Maués (2014); Meg Barros, Ana Unger, Berenice e Willian Tabarana (2015); Layse Santos, Ana Unger e Aline Reis (2016) |
| 2017            | Flávia Lima e Marquinho Pinheiro        | Jalília Messias e Ana Unger |
| 2018            | Thayná Aires e Marquinho Pinheiro       | Jalília Messias, Ana Unger e Geruzah Souza |
| 2019- 2020      | Márcio Lins e Thayse Assis              | Jalília Messias, Maurício Quintairos e Geruzah Souza (2019); Jalília Messias, Lelê Grêlo e Orlando Maneschy (2020) |
| 2023            | Layse Santos e Jeff Moraes              | Nathália Kahwage, Fernando Araújo e Rosana Rosário (TV Liberal e TV Tapajós); Lissa de Alexandria e Ivana de Oliveira (G1); Flávia Lima e Felícia Maia (Oliberal.com) |
| 2024-2025       | Flávia Lima e Ismaelino Pinto           | Felícia Maia, Gabriel Pinheiro e Maurício Quintaros (2024); Tayse Assis, Gabriel Pinheiro, Felícia Maia, Maurício Quintaros e Ana Unger (2025) |

## Edições Anteriores
(Em fase de pesquisa com os anos anteriores a 1983)
- 1983

Não há registros quanto a data da realização do concurso Rainha das Rainhas do Carnaval de 1983, Mas há informações do resultado geral. Participaram 15 candidatas.
| Rainha das Rainhas 1983 | Assembleia Paraense | Renata Cláudia Martins Ferreira | "Nuryahan - Luz do Mundo" |
| ----------------------- | ------------------- | ------------------------------- | ------------------------- |
| 1ª princesa             | T-1                 | Luciana Justiniani Hess         | "Madrepérola"             |
| 2ª princesa             | Paysandu            | Sandra Helena Marques Corrêa    | "Musa Colonial"           |

- 1984

Não há registros quanto a data da realização do concurso Rainha das Rainhas do Carnaval de 1984, Mas há informações do resultado geral. Participaram 15 candidatas.
| Rainha das Rainhas 1984 | Tênis Clube         | Marina Ramos Neves    | "A Favorita de Montezuma" |
| ----------------------- | ------------------- | --------------------- | ------------------------- |
| 1ª princesa             | Assembleia Paraense | Lena Lobato de Castro | "Sedução"                 |
| 2ª princesa             | Pará Clube          | Shirley Simões Aragão | "Zíngara"                 |

- 1985

Não há registros quanto a data da realização do concurso Rainha das Rainhas do Carnaval de 1985, Mas há informações do resultado geral. Participaram 14 candidatas.
| Rainha das Rainhas 1985 | Tênis Clube         | Izabel Cristina Arruda Mendonça     | "Tropicália"                       |
| ----------------------- | ------------------- | ----------------------------------- | ---------------------------------- |
| 1ª princesa             | ASDECELPA           | Sandra Ohana de Lima Nery           | "Golden Rio"                       |
| 2ª princesa             | Pará Clube          | Maria Clara Ferreira de Carvalho    | "Perséfone - A Favorita de Plutão" |
| 3ª princesa             | Assembleia Paraense | Patrícia de Paula Guimarães Pedrosa | "Ball Masqué"                      |
| 4ª princesa             | Pinheirense         | Silvane Maria Oliveira Tourinho     | "Noite do Folie Bergére"           |

- 1986

Não há registros quanto a data da realização do concurso Rainha das Rainhas do carnaval 86, Mas há informações do resultado geral. Houve a participação de 16 candidatas, entre elas, teve a estreia do Clube de Engenharia. A ASDECELPA, após conquistar o título de 1ª princesa no ano anterior, ficou como 4ª princesa. O Círculo Militar ficou como 3ª princesa. O Pará Clube manteve a mesma posição do ano anterior e o Tênis Clube se sagrou como 1ª princesa. 4 anos depois, a Assembleia Paraense ganha o título do Carnaval. Resultado:
| Rainha das Rainhas 1986 | Assembleia Paraense | Conceição Maria Pinto de Lima        | "Mistério - O Outono das Matas"           |
| ----------------------- | ------------------- | ------------------------------------ | ----------------------------------------- |
| 1ª princesa             | Tênis Clube         | Fabrícia Dias de Melo                | "Selvagem"                                |
| 2ª princesa             | Pará Clube          | Márcia Helena Carneiro Feijó         | "Joanes - O Esplendor de uma Civilização" |
| 3ª princesa             | Círculo Militar     | Christiane Camarotti Saraiva Ribeiro | "Saviya - A Cigana da Rainha"             |
| 4ª princesa             | ASDECELPA           | Simone Cely Cunha do Nascimento      | "Deusa do Rio Phasos"                     |

- 1988

Não há registros quanto a data da realização do concurso Rainha  das Rainhas do carnaval 88, Mas há informações do resultado geral. Ao todo, 18 candidatas participaram naquela ocasião, entre elas teve a volta do Paysandu depois de três anos ausente. A ACLEP não apresentou candidata neste ano. A Tuna Luso entrou para o TOP 5 como 4ª princesa, o Caixaparah como 3ª princesa. O Pinheirense volta a ficar entre as cinco dois anos depois, cavalgando o título de 2ª princesa. A 1ª princesa ficou com a Assembleia Paraense. Conquistando o bicampeonato, o Clube de Engenharia ganha seu segundo título. Resultado:
| Rainha das Rainhas 1988 | Clube de Engenharia  | Simone Maria Morgado Ferreira | "Axé"                           |
| ----------------------- | -------------------- | ----------------------------- | ------------------------------- |
| 1ª princesa             | Assembleia Paraense  | Patrícia Maués Hanna          | "Encontro da Deusa Íris"        |
| 2ª princesa             | Pinheirense          | Rosemary Gonzaga Martins      | "A Deusa da Galáxia dos Sonhos" |
| 3ª princesa             | Caixaparah           | Beatriz Meira Macêdo          | "Naja - A Escrava dos Gonjilos" |
| 4ª princesa             | Tuna Luso Brasileira | Patrícia Fernandes Gomes      | "Artêmis"                       |

- 1989

No dia 27 de Janeiro, aconteceu o Rainha  das Rainhas do carnaval 89. 18 candidatas participaram naquela ocasião, com a saída do Grêmio e a estreia do Monte Líbano. O Clube de Engenharia passou a ficar como 4ª princesa após ser campeão por dois anos seguidos. O Bancrévea entra no páreo e conquista a posição de 3ª princesa. Pinheirense e Assembleia repetem suas posições anteriores de 2ª e 1ª princesa. Onze anos depois de conquistar o título, o Remo volta a vencer e se figurar entre as cinco. Resultado:
| Rainha das Rainhas 1989 | Clube do Remo       | Valéria Porpino Nunes           | "Nirvana"                          |
| ----------------------- | ------------------- | ------------------------------- | ---------------------------------- |
| 1ª princesa             | Assembleia Paraense | Patricia de Almeida Rodrigues   | "Carnaval em Veneza"               |
| 2ª princesa             | Pinheirense         | Mylene Oliveira dos Santos      | "A Jóia Magnífica de Lalique"      |
| 3ª princesa             | Bancrévea           | Adriene Cristine Pampolha Neves | "Marinteua - A Rainha do Eldorado" |
| 4ª princesa             | Clube de Engenharia | Carlena Maria de Azevedo Chaves | "Quarup"                           |

- 1990

O concurso Rainha das Rainhas do carnaval 90, aconteceu no dia 16 de Fevereiro. Ao todo, 20 candidatas participaram naquela ocasião. Porém, a ASALP não apresentou candidata e teve a volta do Grêmio Português depois de um ano ausente. A Assembleia Paraense se consagrou como 4ª princesa. Estreando no TOP 5, a AABB, AAAM e o COPM conquistaram as posições de 3ª, 2ª e 1ª princesa. Levando o seu 3° título, o Tênis Clube volta a vencer depois de quatro anos e retorna ao TOP 5, três anos depois. Resultado:
| Rainha das Rainhas 1990 | Tênis Clube         | Maria Cecília Monteiro de Lima     | "Arican Look"                                                  |
| ----------------------- | ------------------- | ---------------------------------- | -------------------------------------------------------------- |
| 1ª princesa             | COPM                | Lusiana Paula de Medeiros Carvalho | "Sagração à Primavera"                                         |
| 2ª princesa             | AAAM                | Shirley Costa Serrano              | "Cilla"                                                        |
| 3ª princesa             | AABB                | Márcia Suely Costa da Silva        | "Hatsheput - A Divina Soberana Mulher"                         |
| 4ª princesa             | Assembleia Paraense | Ivana Braga Texeira dos Santos     | "Liberté, Egalité, Fraternié - Exaltação a Revolução Francesa" |

- 1991

Era dia 1° de Fevereiro que o concurso pela primeira vez usou a informática para ajudar na soma dos pontos das candidatas, facilitar e acelerar no resultado geral do concurso. Nessa edição, houve a presença de 22 candidatas, entre elas a volta da ASALP depois de um ano sem participar. Quem não participou neste ano foi a ASBEP e o Monte Líbano. Teve a estreia do CEPE (na época ADESPE - Associação Desportiva Classista Petrobrás Norte) e do Clube dos Advogados. O TELECLUBE pela primeira vez se classificou como 4ª princesa. AABB e COPM repetiram suas classificações como 3ª e 1ª princesa. Após um ano ausente, o Clube do Remo volta como 2ª princesa e o Clube de Engenharia leva o título dois anos depois e volta ao TOP 5 após 1 ano ausente. Resultado:
| Rainha das Rainhas 1991 | Clube de Engenharia | Andréia Marina Lopes Cáceres da Silva | "Africa I'u Ayê"   |
| ----------------------- | ------------------- | ------------------------------------- | ------------------ |
| 1ª princesa             | COPM                | Elen Cristina Ramos de Melo           | "Sansara"          |
| 2ª princesa             | Clube do Remo       | Beta Gomes de Barros                  | "Sedução Indiana"  |
| 3ª princesa             | AABB                | Samara Barros Soares                  | "Fiesta no Caribe" |
| 4ª princesa             | Teleclube           | Adriana Pereira Nacif                 | "Liberdade"        |

- 1992

No dia 21 de Fevereiro ocorreu o RR 92. Neste ano, a música tema do concurso ganhou uma nova versão. 23 candidatas participaram, com a volta do Monte Líbano que ficou ausente no ano anterior. Teve a saída do T-1 e a estreia do Araçagy Praia Clube. O Clube de Engenharia e a Assembleia Paraense voltam ao TOP 5 após 1 ano como 4ª e 3ª princesa. O Caixaparah volta a se classificar após três anos como 2ª princesa. A AABB se mantém entre as cinco melhores, mas agora sendo a 1ª princesa. E levando o título pela primeira vez, o CEPE (na época ADESPE) entra para o TOP 5. Resultado:
| Rainha das Rainhas 1992 | CEPE                | Patrícia Rizzi                | "Enigma"                            |
| ----------------------- | ------------------- | ----------------------------- | ----------------------------------- |
| 1ª princesa             | AABB                | Mônica Alves Pinto            | "Cleópatra"                         |
| 2ª princesa             | Caixaparah          | Giselle de Souza Ribeiro      | "Ícaro - A Conquista da Eternidade" |
| 3ª princesa             | Assembleia Paraense | Patrícia de Nazaré Mota Bahia | "Christine - A Musa da Ópera"       |
| 4ª princesa             | Clube de Engenharia | Ciane Regina Alves Barros     | "Girassóis da Rússia"               |

- 1993:

Naquela edição que ocorria no dia 12 de Fevereiro, 20 candidatas participaram do concurso. TELECLUBE, Cassazum e ASALP não apresentaram candidatas. Teve a volta do T-1 depois de um ano sem participar. Seis anos sem se classificar, o Pará Clube ganhou o título de 4ª princesa. Clube de Engenharia e Assembleia Paraense se mantiveram no TOP 5 como 3ª e 2ª princesa. Entrando no páreo pela primeira vez, o Monte Líbano e o Clube dos Advogados fazem a sua 1ª princesa e a Rainha do Carnaval daquele ano, com o último levando pela primeira vez o título de maneira controversa. Resultado:
| Rainha das Rainhas 1993 | Clube dos Advogados | Patrícia Machado                 | "Têmis - A Deusa da Justiça" |
| ----------------------- | ------------------- | -------------------------------- | ---------------------------- |
| 1ª princesa             | Monte Libano        | Margareth Montão                 | "Esplendor de uma Raça"      |
| 2ª princesa             | Assembleia Paraense | Gabriela Albuquerque de Noronha  | "Aurora - Princesa do Sol"   |
| 3ª princesa             | Clube de Engenharia | Irailse de Macêdo Couto da Rocha | "As Bayadeiras de Nagpur"    |
| 4ª princesa             | Pará Clube          | Kristhyanne da Costa Mourão      | "Magia Asteca"               |

- 1994:

O concurso acontecia dia 4 de Fevereiro, com 23 candidatas. Nessa edição, teve a volta dos clubes: Cassazum e TELECLUBE, ausentes por um ano e ASBEP, ausente por dois anos. Teve a saída do T-1. Após 2 anos fora do top 5, o COPM leva o título de 4ª Princesa. Longe do top 5 há 4 anos, era o Pinheirense, que garante o título de 3ª Princesa. Levando o título de 2ª Princesa e entrando pela primeira vez no TOP 5 foi a ASBEP. Entrando no top 5 pela primeira vez foi o CASSAZUM que levou o título de 1ª Princesa. Se classificando pelo 2° ano consecutivo entre as mais bem votadas está o Monte Líbano, que se tornou a Rainha das Rainhas.
Resultado:
| Rainha das Rainhas 1994 | Monte Líbano | Luciana Athayde         | "Shiva - A Deusa do Bem e do Mal"        |
| ----------------------- | ------------ | ----------------------- | ---------------------------------------- |
| 1ª princesa             | Cassazum     | Andresa Baraúna Celso   | "Quizomba - A Festa da Raça Negra"       |
| 2ª princesa             | ASBEP        | Francy Mourão           | "Watusi - Raio de Esplendor de uma Raça  |
| 3ª princesa             | Pinheirense  | Ivana Lima do Rosário   | "Káli - A Deusa do Amor e da Destruição" |
| 4ª princesa             | COPM         | Perla Andrade Fernandes | "Rainha do Maracatu"                     |

- 1995:

No dia 17 de Fevereiro, ocorria mais uma edição do Rainhas com 23 concorrentes. O TELECLUBE deixou de participar do concurso, mas o T-1, após 1 ano, retorna ao concurso. Obtendo a mesma classificação de 1994, o COPM estagnou como 4ª Princesa. Tênis Clube retorna ao top 5 após 4 anos e obteve o título de 3ª Princesa. Quebrando um jejum de 9 anos sem entrar no top 5, o Círculo Militar se torna a 2ª Princesa. O Clube do Remo faturou o título de 1ª Princesa após 3 anos sem entrar no top 5. Faturando o 5° título de RR, foi o Clube de Engenharia, que retorna após 1 ano ao top 5.
Resultado:
| Rainha das Rainhas 1995 | Clube de Engenharia | Silvana Araújo             | "Mitho Amazônica Viagem" |
| ----------------------- | ------------------- | -------------------------- | ------------------------ |
| 1ª princesa             | Clube do Remo       | Tatiana Raquel Selbmann    | "Magia Tailandesa"       |
| 2ª princesa             | Círculo Militar     | Márcia de Araújo Guimarães | "Encanto Marajoara"      |
| 3ª princesa             | Tênis Clube         | Ana Cláudia Costa Dantas   | "Divina Malévola"        |
| 4ª princesa             | COPM                | Joselane Barros Neves      | "Deusa da Natureza"      |

- 1996:

A 50ª edição ocorreu no dia dia 9 de Fevereiro, com 28 clubes. Estrearam no concurso os clubes Country Clube Hípico, Clube dos Médicos e Park Clube Vivarah. Tiveram o retorno dos clubes ASALP e TELECLUBE, respectivamente, um não participava há 3 anos e outro há 1 ano. Após 7 anos, o T-1 retorna ao time de finalistas e ficou com título de 4ª Princesa. A 3ª Princesa foi do CEPE. O clube não se classificava há 3 anos. Após 5 anos sem coroar uma finalista, o AAAM recebeu o título de 2ª Princesa. Invictos por 2 anos seguidos no top 5, o Tênis Clube e Clube de Engenharia receberam o título de 1ª Princesa e RR respectivamente. Mas, o Clube de Engenharia conquistou o título de RR por dois anos seguidos e esse é o seu 5° título.
Resultado:
| Rainha das Rainhas 1996 | Clube de Engenharia | Carolina Venturiere                      | "Acorda Belém - Patrimônio de Fé"      |
| ----------------------- | ------------------- | ---------------------------------------- | -------------------------------------- |
| 1ª princesa             | Tênis Clube         | Giovana Ferreira de Oliveira             | "Feitiço Cigano"                       |
| 2ª princesa             | AAAM                | Thiany Braga Raiol                       | "Made in Brazil"                       |
| 3ª princesa             | CEPE                | Élida Cristina Silva Braz                | "Amazônia - A Feiticeira de Parintins" |
| 4ª princesa             | T-1                 | Patrícia Alexandrina Cardoso de Oliveira | "Os Mistérios de Atlântida"            |

- 1997:

O concurso aconteceu no dia 31 de Janeiro, nessa edição foi marcada pelo maior número de clubes concorrentes, que foram 29. O Iate Clube, após 14 anos sem participar do concurso, retornou. Quem saiu foi a ASALP. Há 3 anos sem entrar para o top 5, o Pinheirense recebeu o título de 4ª Princesa. Estreando no certame foi o CSSA, que logo recebeu o título de 3ª Princesa. Retornando do jejum de 3 anos sem se classificar no top 5, Assembleia Paraense foi a 2ª Princesa. Há 3 anos no top 5, o Clube de Engenharia recebeu o título de 1ª Princesa. A Rainha das Rainhas foi do Pará Clube, que conquistou seu 6° título e o clube não entrava no top 5 há 3 anos.
Resultado:
| Rainha das Rainhas 1997 | Pará Clube          | Renata Gemaque                    | "Minehah - Encanto Amazônico" |
| ----------------------- | ------------------- | --------------------------------- | ----------------------------- |
| 1ª princesa             | Clube de Engenharia | Helênia Santos Oliveira           | "A Filha do Sol"              |
| 2ª princesa             | Assembleia Paraense | Lorena Bibas Rios                 | "Ísis - A Deusa do Amor"      |
| 3ª princesa             | CSSA                | Melissa Braz Soares               | "Exaltação ao Povo da Rua"    |
| 4ª princesa             | Pinheirense         | Cirlene Cristina de Amorim Galvão | "Instinto Selvagem"           |

- 1998:

O concurso estava marcado para ocorrer no dia 13 de Fevereiro, onde contou com 19 candidatas, um número bem inferior do ano passado, que eram 29 candidatas, pois não participaram os clubes: ASBEP, ASDECELPA, Araçagy Praia Clube, CASSAZUM, CSSA, Clube dos Médicos, Country Clube Hípico, Park Clube Vivarah, T-1 e o TELECLUBE. Após 1 ano fora do top 5, o Tênis Clube foi a 4ª Princesa. O Paysandu volta a se classificar no top 5 depois de 15 anos e foi a 3ª Princesa. Retornando ao quadro de finalistas, foi o COPM, que parou como 2ª Princesa. Invicto há 4 anos entre as 5 mais votadas, está o Clube de Engenharia, que foi novamente a 1ª Princesa. Trazendo o 2° título, o Monte Líbano retorna ao top 5 após 2 anos.
Resultado:
| Rainha das Rainhas 1998 | Monte Líbano        | Margarete Barbosa                  | "Brilho e Luz do Taj Mahal"                |
| ----------------------- | ------------------- | ---------------------------------- | ------------------------------------------ |
| 1ª princesa             | Clube de Engenharia | Gisele Marina Mattos da Paixão     | "Iananá - A Semeadora da Cultura Indígena" |
| 2ª princesa             | COPM                | Clariana Guimarães Craveiro Suzano | "Bali - Um Paraíso Ainda Possível          |
| 3ª princesa             | Paysandu            | Sileide Souto Franco de Sá         | "Relíquia"                                 |
| 4ª princesa             | Tênis Clube         | Waleska Silva Tavares              | "Sedução"                                  |

- 1999:

O concurso contou com 20 candidatas, que ocorreu no dia 5 de Fevereiro. Os clubes AAAM e Bancrévea não participaram da edição. Já a ASALP retornou após 2 anos. Quem retornou após 1 ano foram os clubes ASDECELPA, CASSAZUM e TELECLUBE. A 4ª Princesa foi do Monte Líbano. O clube está há 2 anos seguidos no top 5. Pela primeira vez entre as mais bem votadas, o Grêmio Português se tornou a 3ª Princesa. Se classificando desde 1995 no top 5, o Clube de Engenharia recebeu o título de 2ª Princesa. Há 6 anos fora do top 5, o Caixaparah recebe o título de 1ª Princesa. Conquistando seu 11° título foi o Remo, que retorna ao top 5 após 3 anos.
Resultado:
| Rainha das Rainhas 1999 | Clube do Remo              | Geruzah Souza                        | "A Incrível Josephine Baker"                       |
| ----------------------- | -------------------------- | ------------------------------------ | -------------------------------------------------- |
| 1ª princesa             | Caixaparah                 | Carla Chaves Yaghi                   | "Virgínia Lane - A Vedete do Brasil"               |
| 2ª princesa             | Clube de Engenharia        | Mariana de Souza Silva               | "Guanyin - A Deusa da Terceira Lua"                |
| 3ª princesa             | Grêmio Literário Português | Naiara da Silva Lopes                | "Das Lendas do Rio Tejo às Pororocas do Grão Pará" |
| 4ª princesa             | Monte Líbano               | Danielle Cristina da Cunha Fernandez | "Shiva Natararja - O Universo é seu Palco"         |

- 2000:

Dia 25 de Fevereiro, ocorria com 20 candidatas mais uma edição do Rainhas. O Círculo Militar, ASDECELPA e Pinheirense não apresentaram candidatas e teve o retorno do clube AAAM que não participava há 1 ano do rainhas. Após 1 ano ausente do top 5, o Paysandu se classifica como 4ª Princesa. 3 anos seguidos no top 5, o Monte Líbano conquista a posição de 3ª princesa dessa vez, já que na edição anterior, ficou como 4ª princesa. Pela primeira vez no top 5, a AABB se tornou a 2ª Princesa. Em 7 anos seguidos, o Clube de Engenharia permanece no top 5, mas dessa vez, foi a 1ª Princesa. O COPM conquistou pela primeira vez o título de RЯ e retorna após 1 ano ao quadro de finalistas.
Resultado:
| Rainha das Rainhas 2000 | COPM                | Shirley Araújo                    | "Araraúna"                              |
| ----------------------- | ------------------- | --------------------------------- | --------------------------------------- |
| 1ª princesa             | Clube de Engenharia | Eliane Cristina Cunha dos Santos  | "Brasília - A Engenharia dos 500 Anos"  |
| 2ª princesa             | AABB                | Syane Betânia da Penha Santos     | "La vie en Rose - Tributo a Edith Piaf" |
| 3ª princesa             | Monte Líbano        | Nayara Fernanda de Carvalho Costa | "O Cedro Milenar do Líbano"             |
| 4ª princesa             | Paysandu            | Rafaela Paiva da Silva            | "Tributo ao Beija-Flor"                 |

- 2001:

Os 55 anos do concurso ocorreram no dia 16 de Fevereiro. O concurso aguardava a participação de 22 clubes, mas TELECLUBE, ASALP e AAAM não concorreram ao título de Rainha das Rainhas. Mas teve o retorno do Pinheirense, após 1 ano ausente, o Bancrévea volta após 2 anos sem participar e o Clube dos Médicos após 3 anos sem participar do concurso. Pela primeira vez no top 5, o Clube dos Médicos conquistou o título 4ª Princesa. Pelo segundo ano consecutivo, o Paysandu repetiu o efeito de 2000, se classificando entre as 5 dessa, mas dessa vez, leva o título de 3ª Princesa. 2 anos fora do top 5, estava o Tênis Clube, que parou na posição de 2ª Princesa. Detentora pelo segundo ano consecutivo do título de 1ª Princesa, está o Clube de Engenharia e permanece pela 8ª vez seguida no top 5. Retornando ao top 5 após 3 anos ausente, foi a Assembleia Paraense, que logo levou o 11° título de campeã.
Resultado:
| Rainha das Rainhas 2001 | Assembleia Paraense | Izabella Bentes               | "Kamasutra - A Sedução Indiana" |
| ----------------------- | ------------------- | ----------------------------- | ------------------------------- |
| 1ª princesa             | Clube de Engenharia | Priscila de Nazaré Vale Lino  | "Carimbó - O Pará é a tua Raiz" |
| 2ª princesa             | Tênis Clube         | Elaine Cristina Alves Parente | "Jurema - A Rainha das Matas"   |
| 3ª princesa             | Paysandu            | Fabianna Araújo               | "Sedução de um Boto Rosa"       |
| 4ª princesa             | Clube dos Médicos   | Kahlyne Abdon Abdelnor        | "Crazy For You"                 |

- 2002:

No dia 1 de Fevereiro, ocorria mais uma edição do rainhas. Grêmio, AABB e Monte Líbano não participaram do concurso. Já a ASALP retornou ao evento, que contou com 17 clubes dos 21 esperados. Após 5 anos sem coroar uma finalista, o CEPE recebe o título de 4ª Princesa. Pela segunda vez consecutiva no top 5, o Clube dos Médicos alcançou o título de 3ª Princesa. Quebrando um jejum de 12 anos sem classificação entre as finalistas, o Bancrévea fatura a posição de 2ª Princesa. O Caixaparah após 2 anos sem se classificar no top 5, recebeu o título de 1ª Princesa. Assembleia Paraense foi coroada pela segunda vez consecutiva como Rainha das Rainhas.
Resultado:
| Rainha das Rainhas 2002 | Assembleia Paraense | Rafaela Rezende              | "Báli, Obra Prima dos Deuses"            |
| ----------------------- | ------------------- | ---------------------------- | ---------------------------------------- |
| 1ª princesa             | Caixaparah          | Cintia Aline Perez Poubel    | "Paris Panamé"                           |
| 2ª princesa             | Bancrévea           | Mary Helen Braga de Oliveira | "Margaretha Gertruida Zelle - Mata Hari" |
| 3ª princesa             | Clube dos Médicos   | Paloma Massoud               | "O Segredo da Noite Eterna"              |
| 4ª princesa             | CEPE                | Éllen Cristina da Silva Vara | "Mistério"                               |

- 2003:

Com 18 candidatas, o Rainha das Rainhas acontecia no dia 21 de Fevereiro. A ASALP não participou do concurso. O Grêmio Português e Monte Líbano retornaram para o concurso após 1 ano ausentes. Há 1 ano fora do top 5, estavam o Tênis Clube e o Paysandu, que retornaram para suas posições entre as finalistas, recebendo o título de 4ª e 3ª Princesa. O Clube do Remo, após 3 anos sem se classificar, volta ao time de finalistas e logo tornou-se 2ª Princesa. Essa foi a primeira vez que a dupla RexPa se classifica entre as cinco, com o feito voltando a se repetir em 2017. O Clube de Engenharia se torna a 1ª Princesa. O clube não se classificava há 1 ano. Estagnado está a Assembleia Paraense, conquistando seu terceiro título consecutivo.
Resultado:
| Rainha das Rainhas 2003 | Assembleia Paraense | Luciana Leão                      | "Ópera de Pequim"                                    |
| ----------------------- | ------------------- | --------------------------------- | ---------------------------------------------------- |
| 1ª princesa             | Clube de Engenharia | Thalita Cristina Ramos dos Santos | "South American Way"                                 |
| 2ª princesa             | Clube do Remo       | Hellen Aleixo de Azeredo          | "Éos - Luz do Mundo"                                 |
| 3ª princesa             | Paysandu            | Fernanda Michelle dos Anjos       | "Luz, Explosão e Glórias - A Força que Vem do Norte" |
| 4ª princesa             | Tênis Clube         | Lana Carolina Maués               | "Verla - A Lenda do Eclipse"                         |

- 2004:

Dia 13 de Fevereiro, data marcada para ocorrer a 58ª edição do concurso, que contou com 18 candidatas e a ASBEP volta a participar após 6 anos ausente. O Tênis Clube não participou dessa edição. A 4ª Princesa foi a rainha do Grêmio Português, que não se classificava há 4 anos no top 5. Quebrando um jejum de 9 anos sem conquistar uma vaga no top 5, o Cassazum obteve o título de 3ª Princesa. O título de 2ª Princesa foi para o COPM, que volta ao top 5 após 3 anos. Pelo 4° ano consecutivo no top 5, está a Assembleia Paraense, que agora alcançou o título de 1ª Princesa. Sem entrar há 3 anos entre as finalistas, está o Clube dos Médicos, que logo segurou o título de Rainha das Rainhas.
Resultado:
| Rainha das Rainhas 2004 | Clube dos Médicos          | Taíze Corrêa                      | "Deusa Tália - Musa Inspiradora de Artistas e Escritores"      |
| ----------------------- | -------------------------- | --------------------------------- | -------------------------------------------------------------- |
| 1ª princesa             | Assembleia Paraense        | Karen Baldissera                  | "Cleópatra"                                                    |
| 2ª princesa             | COPM                       | Darlen Neves da Silva             | "Quetzalcoatl - A Serpente Emplumada"                          |
| 3ª princesa             | Cassazum                   | Nathallya do Socorro Sizo de Lima | "Lotus Azul"                                                   |
| 4ª princesa             | Grêmio Literário Português | Cartiane Macêdo Rocha             | "Chi Chi Mei - A Festa da Primavera - O Carnaval da Tailândia" |

- 2005:

No dia 29 de janeiro, acontece a 59ª edição do concurso, com participação de 19 das 20 candidatas esperadas, já que o Iate Clube não apresentou sua candidata. Após 7 anos sem participar do certame, o CSSA retorna. O Pará Clube, após 7 anos sem conquistar uma posição, retorna como 4ª Princesa. Após 10 anos sem se classificar, a ASBEP recebe o título de 3ª Princesa. Estreando no concurso, a AEAPA logo ocupou o título de 2ª Princesa. Estagnado está a Assembleia Paraense pela 5ª vez seguida no top 5 e permanece com o título de 1ª Princesa, a mesma classificação de 2004. E quem conquistou seu 12° título foi o Clube do Remo, que após 1 ano, retornou ao quadro de finalistas.
Resultado:
| Rainha das Rainhas 2005 | Clube do Remo       | Paula Diocesano       | "Tuluperê - A Encantada Cobra Grande"         |
| ----------------------- | ------------------- | --------------------- | --------------------------------------------- |
| 1ª princesa             | Assembleia Paraense | Bruna Lobo dos Santos | "Barbarella - A Intergalática Heroína da Paz" |
| 2ª princesa             | AEAPA               | Thaís Moreira         | "Jurema - A Encantada da Mata"                |
| 3ª princesa             | ASBEP               | Karlene Lameira       | "Pássaro Guerreiro da Paz"                    |
| 4ª princesa             | Pará Clube          | Cíntia Luna           | "Carmen - Sedução Cigana"                     |

- 2006:

17 de Fevereiro, ocorria a 60ª edição do Rainha das Rainhas. O concurso teve a volta do clube AABB, que não participava há 4 anos e ASALP, que retorna após 3 anos. Teve a saída do Paysandu, então o concurso teve 21 candidatas. Há 3 anos sem se classificar entre as 5 primeiras colocadas, o Caixaparah ocupa a posição de 4ª Princesa. Já o COPM e o Clube dos Médicos receberam, respectivamente, o título de 3ª e 2ª Princesa. Os clubes não ficavam entre as 5 mas votadas há 1 ano. Já a Tuna Luso entra para o TOP 5 após 17 anos, levando o título de 1ª princesa. E o SESC estreando no concurso logo faturou o título de Rainha das Rainhas.
Resultado:
| Rainha das Rainhas 2006 | Sesc                 | Aniela Kalif                      | "Belém - Abençoada Chuva Vespertina"           |
| ----------------------- | -------------------- | --------------------------------- | ---------------------------------------------- |
| 1ª princesa             | Tuna Luso Brasileira | Alinne Nassar Palmeira Oliveira   | "Ressurecta Phoenix - A Ressurreição de Fênix" |
| 2ª princesa             | Clube dos Médicos    | Priscilla Meirelles de Almeida    | "Madame Ponpandout em Le Ball Masqué"          |
| 3ª princesa             | COPM                 | Débora Tatiane Monteiro de Brito  | "Papiros - A Sedução do Nilo"                  |
| 4ª princesa             | Caixaparah           | Sâmea Cristina dos Remédios Ramos | "Anastácia - Um Espírito de Luz"               |

- 2007:

No dia 9 de Fevereiro, ocorre a 61ª edição do concurso, que esperava 21 candidatas. Mas, os clubes AEAPA, COPM e Clube dos Médicos não apresentaram suas candidatas. Então, o concurso acabou tendo 18 candidatas. Após 9 anos sem classificação entre as 5 mais votadas, o Pinheirense se tornou a 4ª Princesa. Bancrévea faturou o título de 3ª Princesa, após um período de 4 anos sem entrar no top 5. O Clube do Remo e a Assembleia Paraense conquistaram o título de 2ª e 1ª Princesa, respectivamente, após ficarem sem se classificar há 1 ano no top 5. E AABB, após 6 anos, se classifica no top 5, mas dessa vez trouxe o título de Rainha das Rainhas.
Resultado:
| Rainha das Rainhas 2007 | AABB                | Aline Reis       | "Do esplendor das festas do Deus Baco ao fascínio da terra do samba" |
| ----------------------- | ------------------- | ---------------- | -------------------------------------------------------------------- |
| 1ª princesa             | Assembleia Paraense | Camila Gemaque   | "Rainha Elfa - A Mensageira da Luz"                                  |
| 2ª princesa             | Clube do Remo       | Cássia Mota      | "Scorpion - Sedução Violenta"                                        |
| 3ª princesa             | Bancrévea           | Fabíola Pires    | "Carmen de Bizet - A Ressurreição de Wizkaya"                        |
| 4ª princesa             | Pinheirense         | Isabella Ribeiro | "Meyen Zen - A Metamofose Indiana"                                   |

- 2008:

25 de Janeiro, em novo local, o concurso acontecia no Hangar Centro de Convenções da Amazônia. O concurso teve a volta de vários clubes há 2 anos sem participar. O Paysandu retorna junto com a AEAPA e COPM, que não participaram da edição anterior. Já o SESC e o Caixaparah não participaram desta edição. No total, 20 candidatas das 22 esperadas participaram. A 4ª Princesa foi a candidata da Tuna Luso Brasileira. O clube não entrava para o top 5 há 2 anos. Já o CASSAZUM leva o título de 3ª Princesa. O clube estava 3 anos sem cavalgar uma classificação. Estreando no concurso e logo faturou a classificação de 2ª Princesa, foi o COCB. Se classificando há 2 anos seguidos está o Pinheirense, que fatura o título de 1ª Princesa. Conquistando o 14° título, foi a Assembleia Paraense, que está há 2 anos seguidos no top 5.
Resultado:
| Rainha das Rainhas 2008 | Assembleia Paraense  | Kamilla Salgado     | "Uirapuru - O Pássaro da Sorte"                                  |
| ----------------------- | -------------------- | ------------------- | ---------------------------------------------------------------- |
| 1ª princesa             | Pinheirense          | Manoela de Souza    | "A Heroína da Terra do Libertê, Fraternitê é Egualitê"           |
| 2ª princesa             | COCB                 | Gabriela Souza      | "Golden Rio"                                                     |
| 3ª princesa             | Cassazum             | Rose Naiana         | "A Misteriosa Dama da Noite"                                     |
| 4ª princesa             | Tuna Luso Brasileira | Maria Lúcia Azeredo | "Onori - Rainha das Icamiabas - A Lenda das Amazonas Guerreiras" |

- 2009:

No dia 13 de Fevereiro, aconteceu mais uma edição do Rainha das Rainhas, onde contou com a participação de 21 clubes. O concurso contou também com a volta do Caixaparah, que não participou na edição de 2008, o Clube dos Médicos após 2 anos ausente e teve a saída do CSSA. Pela primeira vez, ASALP entrou no top 5 e se classificou como 4ª Princesa. Pelo 3° ano consecutivo se classificando entre as 5 primeiras votadas, a Assembleia Paraense se classifica como 3ª Princesa. Após 1 ano ausente do top 5, o Clube do Remo retorna como 2ª Princesa. O título de 1ª Princesa foi para o Pará Clube, que não conseguia uma classificação há 3 anos. A grande campeã foi a Rainha do Grêmio Português, que deu o 1° título ao clube.
Resultado:
| Rainha das Rainhas 2009 | Grêmio Literário.R.P | Naiane Alves            | "Tinker Bell - Um Delírio da Disney"  |
| ----------------------- | -------------------- | ----------------------- | ------------------------------------- |
| 1ª princesa             | Pará Clube           | Viviane Lourenço        | "Waraná Sapó - O Fruto do Amor Maués" |
| 2ª princesa             | Clube do Remo        | Ana Caroline dos Santos | "Apoteose - A Majestade do Carnaval"  |
| 3ª princesa             | Assembleia Paraense  | Karolina Salgado        | "Teatro da Paz"                       |
| 4ª princesa             | ASALP                | Vânia Vitty             | "Cantos e Encantos da Mata"           |

- 2010:

5 de Fevereiro, ocorria o Rainha das Rainhas número 64, com 18 das 22 candidatas esperadas, pois Clube dos Advogados, Clube dos Médicos, Monte Líbano e Pinheirense não apresentaram candidatas. E teve clube estreante que foi ASTRA. Após 3 anos sem entrar no top 5, o Caixaparah se classificou como 4ª Princesa. Pelo segundo ano consecutivo entre as 5 mais bem votadas, o Clube do Remo, Pará Clube e o Grêmio Literário Português tiveram respectivamente o título de 3ª, 2ª e 1ª Princesa. Alcançando seu 15° título de Rainha das Rainhas, a Assembleia Paraense permanece invicto há 4 anos no top 5.
Resultado:
| Rainha das Rainhas 2010 | Assembleia Paraense  | Bruna Pontes     | "Sherazade"                       |
| ----------------------- | -------------------- | ---------------- | --------------------------------- |
| 1ª princesa             | Grêmio Literário R.P | Laura Rêgo       | "O Poder Sedutor do Dragão"       |
| 2ª princesa             | Pará Clube           | Ana Luisa Bentes | "Tributo a Vaidade"               |
| 3ª princesa             | Clube do Remo        | Priscila Câmara  | "Animale"                         |
| 4ª princesa             | Caixaparah           | Andréa Girard    | "Silméria - A Guerreira de Dipan" |

- 2011:

Em seus 65 anos, o concurso ocorreu dia 25 de Fevereiro. 18 candidatas estavam em busca do título. O concurso teve participação de um novo clube, a ASTECEMP e o retorno do Clube dos Advogados e do Monte Líbano, após 1 ano ausentes. E os clubes ASTRA e AEAPA não participaram dessa edição. Há 3 anos está o Pará Clube, no top 5, mas dessa vez, parou como 4ª Princesa. Já o Clube de Engenharia que não se classificava há 6 anos, ocupou o título de 3ª Princesa. Pelo segundo ano consecutivo, o Caixaparah se classifica no top 5, mas, parou como 2ª Princesa. Há 5 anos entre as 5 mais bem votadas, a Assembleia Paraense se tornou a 1ª Princesa do concurso. Após um jejum de 52 anos e 3 anos sem se classificar no top 5, o Bancrévea se torna a Rainha das Rainhas.
Resultado:
| Rainha das Rainhas 2011 | Bancrévea           | Marta Lima       | "Lili - A Melindrosa"           |
| ----------------------- | ------------------- | ---------------- | ------------------------------- |
| 1ª princesa             | Assembleia Paraense | Carla Bichara    | "Raada - Alma Cigana"           |
| 2ª princesa             | Caixaparah          | Rosana Rodrigues | "Áquila - O Feitiço"            |
| 3ª princesa             | Clube de Engenharia | Amanda Moraes    | "Aurora - a Deusa do Alvorecer" |
| 4ª princesa             | Pará Clube          | Paula Lobato     | "Guérdha - A Rainha da Neve"    |

- 2012:

A data marcada foi dia 10 de Fevereiro. O concurso teve 20 candidatas e retornaram ao Rainha, os clubes COPM e Pinheirense, que não participavam há 2 anos e AEAPA, que estava ausente há 1 ano. O título de 4ª Princesa foi para a candidata do Clube do Remo. O clube estava ausente há 1 ano do quadro de finalistas. Há 3 anos invictos no Top 5, está o Caixaparah, que acabou como 3ª Princesa. E quem permanece por dois anos seguidos entre as 5 mais bem votadas, é o Clube de Engenharia, que conseguiu o título de 2ª Princesa. Há 2 anos consecutivos, está a Assembleia Paraense, como 1ª Princesa e permanece há 6 anos no Top 5. O Grêmio Literário Português trouxe seu segundo título e retorna ao Top 5 após 1 ano.
Resultado:
| Rainha das Rainhas 2012 | Grêmio Literário R.P | Thalita Maués        | "Aracne"                                    |
| ----------------------- | -------------------- | -------------------- | ------------------------------------------- |
| 1ª princesa             | Assembleia Paraense  | Paula Titan          | "Apsara - A Dançarina do Templo de Angkor"  |
| 2ª princesa             | Clube de Engenharia  | Maísa Pâmela         | "Súrya Namaskár - Saudações a Luz do Mundo" |
| 3ª princesa             | Caixaparah           | Alessandra Soares    | "Iaçá - A Encantada Guerreira do Açaí"      |
| 4ª princesa             | Clube do Remo        | Ana Alessandra Rosas | "Rhapsodia in Blue"                         |

- 2013:

O concurso ocorreu no dia 1 de Fevereiro e contou com 21 clubes. E teve o retorno do Tênis Clube, que não participava do concurso há 10 anos. A 4ª Princesa foi do COCB, onde voltava a se classificar após 4 anos. Já a 3ª Princesa foi do Paysandu, que retornou a configurar o top 5 após 10 anos. A classificação de 2ª Princesa foi para a AABB. O clube não se classificava há 6 anos. E a Assembleia Paraense permanece na classificação de 1ª Princesa, algo que ocorre há 3 anos e 7 anos no top 5. Após 39 anos, a Tuna Luso Brasileira trás seu segundo título e há 4 anos não se classificava entre as 5.
Resultado:
| Rainha das Rainhas 2013 | Tuna Luso Brasileira | Samara Costa    | "Encantaria"                                     |
| ----------------------- | -------------------- | --------------- | ------------------------------------------------ |
| 1ª princesa             | Assembleia Paraense  | Karina Salgado  | "Dryas Júlia"                                    |
| 2ª princesa             | AABB                 | Carla Helena    | "Atena - A Deusa Grega da Sabedoria e das Artes" |
| 3ª princesa             | Paysandu             | Suelem Medeiros | "Khaleesi - A Mãe dos Dragões"                   |
| 4ª princesa             | COCB                 | Alana Gatti     | "Rose Blanc - O Esplendor da Belle Époque"       |

- 2014:

Dia 21 de Fevereiro foi a data marcada para o concurso, onde eram esperados 24 clubes, mas acabou tendo 22 clubes. ASALP e AABB desistiram de participar do certame. E o concurso foi marcado com a estreia de 1 clube, a ASSINDELPA. E teve o retorno após 2 anos do Clube dos Advogados, que logo se classificou como 4ª Princesa e não conquistava uma classificação há 21 anos e do ASSUBSAR (antigo CSSA), após 5 anos. O título de 3ª Princesa foi para o Paysandu, que estagnou a mesma classificação de 2013. Invicta, está a Assembleia Paraense, que há 8 anos está entre as 5 primeiras colocadas e trouxe a posição de 2ª Princesa. A ASBEP foi a 1ª Princesa, o clube não se classificava entre as 5 finalistas há 8 anos. O Grêmio trouxe o 3° título de Rainha das Rainhas e retorna após 1 ano sem classificações.
Resultado:
| Rainha das Rainhas 2014 | Grêmio Literário e R.P | Ingrid Paola      | “Orchidaceae e as Serpentes de Bornéu”      |
| ----------------------- | ---------------------- | ----------------- | ------------------------------------------- |
| 1ª princesa             | ASBEP                  | Priscila Winny    | “Rasa Lila - A Dança Encantada”             |
| 2ª princesa             | Assembleia Paraense    | Glenda Seruya     | “Ionalú - Luz do Novo Mundo”                |
| 3ª princesa             | Paysandu               | Natália Lago      | “Espelho, Espelho Meu, o Oráculo de Ravena” |
| 4ª princesa             | Clube dos Advogados    | Suzane Calandrini | "A Condessa de Sangue"                      |

- 2015:

Com a data marcada para o dia 6 de Fevereiro, o concurso esperava a participação de 24 clubes. Mas, 21 clubes confirmaram presença, pois, Pinheirense, ASSINDELPA e COPM não apresentaram suas candidatas. ASALP e AABB retornaram ao concurso após 1 ano ausente. O Clube de Engenharia e Bancrévea, que não se classificavam desde 2011, acabaram se tornando 4ª e 3ª Princesa. Já a Assembleia Paraense estagnou o efeito de 2014, se classificando como 2ª Princesa e continua há 9 anos entre as 5 mais bem votadas. O Tênis Clube acabou como 1ª Princesa e retorna após 12 anos sem classificação. Já a Tuna Luso Brasileira, que ganhou em 2013, consegue o seu terceiro título.
Resultado:
| Rainha das Rainhas 2015 | Tuna Luso Brasileira | Dayane Dourado | "Abracadabra"                                  |
| ----------------------- | -------------------- | -------------- | ---------------------------------------------- |
| 1ª princesa             | Tênis Clube          | Brenda Aleixo  | "Micaella - A Guerreira do Exército Celestial" |
| 2ª princesa             | Assembleia Paraense  | Aline Guedes   | "Regina di Serenella"                          |
| 3ª princesa             | Bancrévea            | Rafaela Lobato | "Neytiri - A Guerreira do Clã dos Omaticaya"   |
| 4ª princesa             | Clube de Engenharia  | Natasha Olíva  | "Tauriel - Saga de Uma Guerreira"              |

- 2016:

No dia 29 de Janeiro, ocorreria a edição de número 70 do Rainhas. O concurso esperava a participação de 23 clubes, mas, Pará Clube, Cassazum, ASALP e Monte Líbano não participaram do concurso. Então, o concurso contou com 18 clubes e com eles, a volta do Pinheirense, após 1 ano ausente. A Assembleia Paraense está há 10 anos entre as 5 classificadas, esse ano ocupou a colocação de 4ª Princesa. O Bancrévea conseguiu pelo segundo ano consecutivo o título de 3ª Princesa. O Grêmio e Paysandu retornam ao quadro de classificadas após 1 ano ausente, sendo respectivamente, 2ª e 1ª Princesa. E o Clube dos Advogados quebra o jejum de 22 anos sem conseguir o título e retorna ao top 5 após 1 ano.
Resultado:
| Rainha das Rainhas 2016 | Clube dos Advogados | Tereza Haiane   | "A Ultima Dama do Fogo"                           |
| ----------------------- | ------------------- | --------------- | ------------------------------------------------- |
| 1ª princesa             | Paysandu            | Ariane Viana    | "Habentis Malefica - A Verdadeira Face de Muriel" |
| 2ª princesa             | Grêmio L.R.P        | Victória Tereza | "Bienvenue a Paris Tropical"                      |
| 3ª princesa             | Bancrévea           | Pâmela Pinheiro | "Metamorfose"                                     |
| 4ª princesa             | Assembleia Paraense | Roana Frazão    | "Belém - A Princesa Morena do Guajará"            |

- 2017:

A edição de número 71 do Rainhas ocorreu no dia 17 de Fevereiro. O concurso esperava a participação de 22 clubes, mas o COCB deixou de participar do concurso. Então, o concurso contou com 21 clubes, entre eles, a volta do COPM após 2 anos ausente, juntamente com Pará Clube, Monte Líbano e Cassazum, que não participaram da edição anterior. Ocupando o título de 4ª Princesa pelo segundo ano foi a Assembleia Paraense, que permanece entre as 5 mais bem votadas há 11 anos. O Grêmio L.R.P, após o título de 2ª Princesa em 2016, esse ano ficou como 3ª Princesa. E pela primeira vez na história do concurso, um empate de duas 1ª Princesas. Após o título de Rainha das Rainhas no ano anterior, o Clube dos Advogados sagrou se com o respectivo título de princesa e quem estava há 4 anos fora do TOP 5 foi o Remo, que leva o título de 1ª Princesa. Essa foi a segunda vez que a dupla RexPa se classifica entre as cinco, mas com um resultado bem diferente de 2003, já que pela primeira vez, o título de Rainha das Rainhas foi para o Paysandu, que se classifica pela segunda vez consecutiva entre as 5.
Resultado:
| Rainha das Rainhas 2017 | Paysandu                          | Clícia Pinheiro                      | "O Magnífico Big-Ben"                                                            |
| ----------------------- | --------------------------------- | ------------------------------------ | -------------------------------------------------------------------------------- |
| 1ª princesa             | Clube do Remo Clube dos Advogados | Valéria Christie Alessandra Mendonça | "Na Alma de Todo Paraense, a Vida é Sempre Outubro" "Veneno - O Pecado no Mundo" |
| 3ª princesa             | Grêmio L.R.P                      | Rúbia Abati                          | "El Carnavalito"                                                                 |
| 4ª princesa             | Assembleia Paraense               | Thaís Amorim                         | "Glinda na Cidade das Esmeraldas"                                                |

- 2018:

A edição de número 72 aconteceu no dia 2 de fevereiro. O concurso esperava a participação de 24 clubes, com o retorno da ASALP, que não participa há dois anos e do COCB, após 1 ano ausente. Porém, AABB, ASSUBSAR, CAIXAPARAH, Pará Clube, Pinheirense não apresentaram candidatas nessa edição, sendo assim, o concurso teve 21 clubes. Nesse ano, ocorreu a estreia do ASEEL, Cabana Clube, CASOTA e Guará Acqua Park no certame. Conquistando o título de 4ª princesa, o CASSAZUM retorna ao TOP 5 depois de 9 anos ausente. Já conquistando o título de 3ª princesa, o Bancrévea retorna ao TOP 5 após 1 ano ausente. Já conquistando o título de 2ª princesa, a Assembleia Paraense continua invicta entre as 5 melhores desde 2007. E novamente conquistando o título de 1ª princesa, o Clube do Remo se consagra pelo 2° ano consecutivo no TOP 5. Já o Grêmio Literário e Recreativo Português leva mais um título após 3 anos sem vencer o concurso e se consagra pelo TOP 5 por três anos seguidos.
Resultado:
| Rainha das Rainhas 2018 | Grêmio L.R.P        | Alane Dias          | "A Exuberante e Enigmática Charlotte"             |
| ----------------------- | ------------------- | ------------------- | ------------------------------------------------- |
| 1ª princesa             | Clube do Remo       | Eduarda Moraes      | "Volcana - O Espírito dos Vulcões"                |
| 2ª princesa             | Assembleia Paraense | Carolina Santalices | "Dakini - A Deusa Celestial"                      |
| 3ª princesa             | Bancrévea           | Paloma Corrêa       | "Pináh - de Cinderela Negra à Deusa da Passarela" |
| 4ª princesa             | CASSAZUM            | Brenda Reis         | "Os Girassóis da Rússia"                          |

- 2019

A edição de número 73 ocorreu em 23 de fevereiro e contou com um participação bem inferior das últimas edições. Foram 17 das 23 candidatas, o menor número desde 2002, já que AEAPA, ASBEP, Cabana Clube, CEPE e COPM não apresentaram candidatas nesse ano e teve a volta da AABB após 1 ano ausente. Após 3 anos ausente, o Clube de Engenharia e a Tuna Luso voltam ao TOP 5 levando o título de 4ª e 3ª princesa. Já a 2ª princesa ficou com o Paysandu, que volta a ficar entre as 5 após 1 ano ausente. E pela primeira vez levando o título de 1ª princesa, o Guará Aqua Park entra para o páreo. Quebrando um jejum de 29 anos sem vencer, o Tênis Clube leva o título e volta ao TOP 5 também depois de 3 anos ausente.
Resultado:
| Rainha das Rainhas 2019 | Tênis Clube          | Izabelle Pereira | "Fréya - A Soberana das Valquírias"       |
| ----------------------- | -------------------- | ---------------- | ----------------------------------------- |
| 1ª princesa             | Guará Acqua Park     | Stephanie Melém  | "Matinta Perera - O Conto Amazônico"      |
| 2ª princesa             | Paysandu             | Thais Mangabeira | "Mirian - A Alquimista"                   |
| 3ª princesa             | Tuna Luso Brasileira | Isabelle Holles  | "Lapin Jaguar - Símbolo do Brilho Eterno" |
| 4ª princesa             | Clube de Engenharia  | Mariely Soares   | "Simplesmente Maria, Simplesmente Bonita" |

- 2020

A edição de número 74 ocorreu no dia 15 de fevereiro. Houve a volta da ASBEP após 1 ano ausente e da ASSUBSAR após 2 anos sem participar do concurso. Em 2020, o concurso aguardava a participação de 19 clubes, sendo que, AABB, ASTECEMP, CASOTA e Clube de Engenharia não apresentaram candidatas. Então teve 15 clubes, superando a marca do ano anterior com a menor participação de candidatas. O Guará Acqua Park, após ter sido 1ª princesa no ano anterior, ficou como 4ª princesa. Após 1 ano ausente, Grêmio e Assembleia retornam ao top 5 assumindo as posições de 3ª e 2ª princesa. O Bancrévea, após 1 ano ausente, ficou como 1ª princesa. Já a ASALP conquista seu primeiro título no concurso e retorna ao TOP 5 após 10 anos ausente.
Resultado:
| Rainha das Rainhas 2020 | ASALP               | Juliane Moraes  | "Eparrei Iansã de Vermelho ou de Rosa É Filha de Yoa"               |
| ----------------------- | ------------------- | --------------- | ------------------------------------------------------------------- |
| 1ª princesa             | Bancrévea           | Rayssa Ribeiro  | "O Jogo Virou em Vegas"                                             |
| 2ª princesa             | Assembleia Paraense | Isabela Corrêa  | "Hamataka - A Sacerdotisa Asteca"                                   |
| 3ª princesa             | Grêmio L.R.P        | Beatriz Galvão  | “Fênix - O Pássaro da Ressureição e da Esperança que Nunca Tem Fim” |
| 4ª princesa             | Guará Acqua Park    | Vitória Machado | "Indaiá - A Metamorfose Felina"                                     |

- 2023

A edição de número 75 estava prevista para acontecer no dia 6 de fevereiro de 2021. Porém, devido à Pandemia de COVID-19 no Brasil e por medidas de segurança, já que o evento conta com a presença das candidatas, coreógrafos, maquiadores, cabeleireiros, público presente, staff do Grupo Liberal, entre outros, foi anunciado que o concurso aconteceria em 18 de fevereiro de 2022. No entanto, foi anunciado um novo adiamento do concurso, agora para 11 de fevereiro de 2023 e confirmando 14 de 17 candidatas esperadas, o menor número de clubes participantes desde 1985. Teve o retorno do Pará Clube após 5 anos sem participar do concurso. Os clubes ASBEP, ASEEL e COCB não apresentaram candidatas nessa edição. Após 4 anos ausente do TOP 5, a Tuna Luso conquistou o título como 4.ª princesa. A 3.ª terceira princesa ficou com o CSSA, depois de 26 anos sem se classificar. A 2ª princesa ficou com o Cassazum depois de 5 anos ausente. Se mantendo entre as cinco, está o Grêmio Português, que carrega o título de 1.ª princesa. Estreando no concurso, o Iate Clube de Santarém leva o título.
Resultado:
| Rainha das Rainhas 2023 | Iate Clube (Santarém) | Moanã Rita        | "Phayak Nak, a Rainha das Nagas"                              |
| ----------------------- | --------------------- | ----------------- | ------------------------------------------------------------- |
| 1ª princesa             | Grêmio L.R.P          | Giovana Picanço   | "Kan e Li - O Poder do Fogo e da Água"                        |
| 2ª princesa             | CASSAZUM              | Mayara Baía       | "Salamandras, os Elementais do Fogo e a Chama do Amor Eterno" |
| 3ª princesa             | CSSA                  | Danielly Monteiro | "Do Korimbó ao Carimbó"                                       |
| 4ª princesa             | Tuna Luso Brasileira  | Janaina Pontes    | "Elvira - A Dama da Noite"                                    |

- 2024

A edição de número 76 acontece no dia 23 de fevereiro. Ao todo, apenas treze dos 16 clubes participam do concurso, superando a marca da edição anterior e tendo o menor número de candidatas desde a década de 70. Teve a saída do Iate Clube de Santarém (apesar de ser o atual campeão), ASALP e do CSSA, além dos retornos do Clube de Engenharia e do CASOTA, ausentes desde 2020.
Se figurando entre a 4ª princesa, o Paysandu volta a se classificar depois de cinco anos ausente. O Pará Clube ficou como 3ª princesa depois de 13 anos ausente. O Guará Acqua Park se torna 2ª princesa depois de 4 anos ausente. Estreando no TOP 5, o CASOTA coroa a sua primeira princesa. Quebrando um jejum de 14 anos, a Assembleia Paraense ganha seu 16° título e volta ao TOP 5 depois de quatro anos.
Resultado:
| Rainha das Rainhas 2024 | Assembleia Paraense | Fernanda Costa  | "Lígia e o Mundiverso"                      |
| ----------------------- | ------------------- | --------------- | ------------------------------------------- |
| 1ª princesa             | CASOTA              | Letícia Moraes  | "Isso é Calypso - O Voo de uma Estrela"     |
| 2ª princesa             | Guará Acqua Park    | Gisele Geyse    | "Mani - A Lenda Viva na Mesa dos Paraenses" |
| 3ª princesa             | Pará Clube          | Evellyn Moreira | "Ninféa Nouchali - A Deusa Lótus"           |
| 4ª princesa             | Paysandu            | Taís Malato     | "Berta - A Rainha do Mundo das Ilusões"     |

- 2025

A edição de número 77 aconteceu no dia 22 de fevereiro. Ao todo, manteve-se o número da edição anterior, com 13 clubes dos 16 esperados. Teve a estreia do Bragantino Clube do Pará e os retornos do Pinheirense após sete anos sem participar do concurso e do CSSA após ficar ausente na edição anterior. O Clube dos Advogados, Grêmio Português e o Tênis Clube não participaram dessa edição. 
Após quatro anos, o Bancrévea se figurou como a 4ª princesa. O Guará se manteve no TOP 5 e foi a 3ª princesa. Após 17 anos sem se classificar e aproveitando o seu retorno, o Pinheirense fez a sua 2ª princesa. Após um ano ausente, o CASSAZUM fez a sua 1ª princesa. Quebrando um jejum de 20 anos sem ganhar o concurso e retornando entre as cinco finalistas depois de seis anos ausentes, o Remo ganha seu 13° título. 
Resultado:
| Rainha das Rainhas 2025 | Clube do Remo    | Lohanne Lima   | "Parvati: a Energia Indiana do Amor" |
| ----------------------- | ---------------- | -------------- | ------------------------------------ |
| 1ª princesa             | CASSAZUM         | Eliza Almeida  | "A Bela Turca"                       |
| 2ª princesa             | Pinheirense      | Yanna Meireles | “Zeneida Lima, Um Amor Encantado”    |
| 3ª princesa             | Guará Acqua Park | Alana Moraes   | "Naiá, a lenda da vitória-régia"     |
| 4ª princesa             | Bancrévea        | Sammya Xavier  | “Mãe Natureza, o Voo da Liberdade”   |

## Curiosidades
- Há duas etapas do desfile: Individual e em grupo que anualmente costuma ser de 5 a 7 candidatas. Em 2019, o desfile em grupo foi substituído pela apoteose.
- Todos os anos há alguma inovação em apresentações. Já houve o uso de fogos de artifício, animais como cobra, canário e araras vivas, além de fumaça artesanal. Até mesmo as fantasias passaram a ganhar efeitos especiais, além de formatos em espiral. A partir das edições de 2010 em diante, as acrobacias passaram a tomar conta das apresentações, no entanto, ficaram presentes até 2019, pois na edição de 2020, foram proibidas por questões de segurança.
- Até 2008, o desfile começava pela madrugada e se encerrava ao amanhecer. Entre 2009 e 2018, o concurso começava às 22 horas e encerrava entre meia noite e 1 hora. A partir de 2019, o concurso passa a começar á meia noite e encerra entre 2h e 3h da madrugada.
- Em 2009, um erro na escolha da trilha acabou atrasando o desfile de Vânia Vit, da ASALP. Após ser posta a música correta, a candidata se apresentou tranquilamente, sem apresentar nervosismo e inclusive ficou com o título de 4ª princesa, a melhor marca do clube até a conquista do título inédito 11 anos depois. Coincidentemente, a princesa de 2009 e a rainha de 2020 fizeram homenagens a ícones da umbanda.